# 尖沙咀東

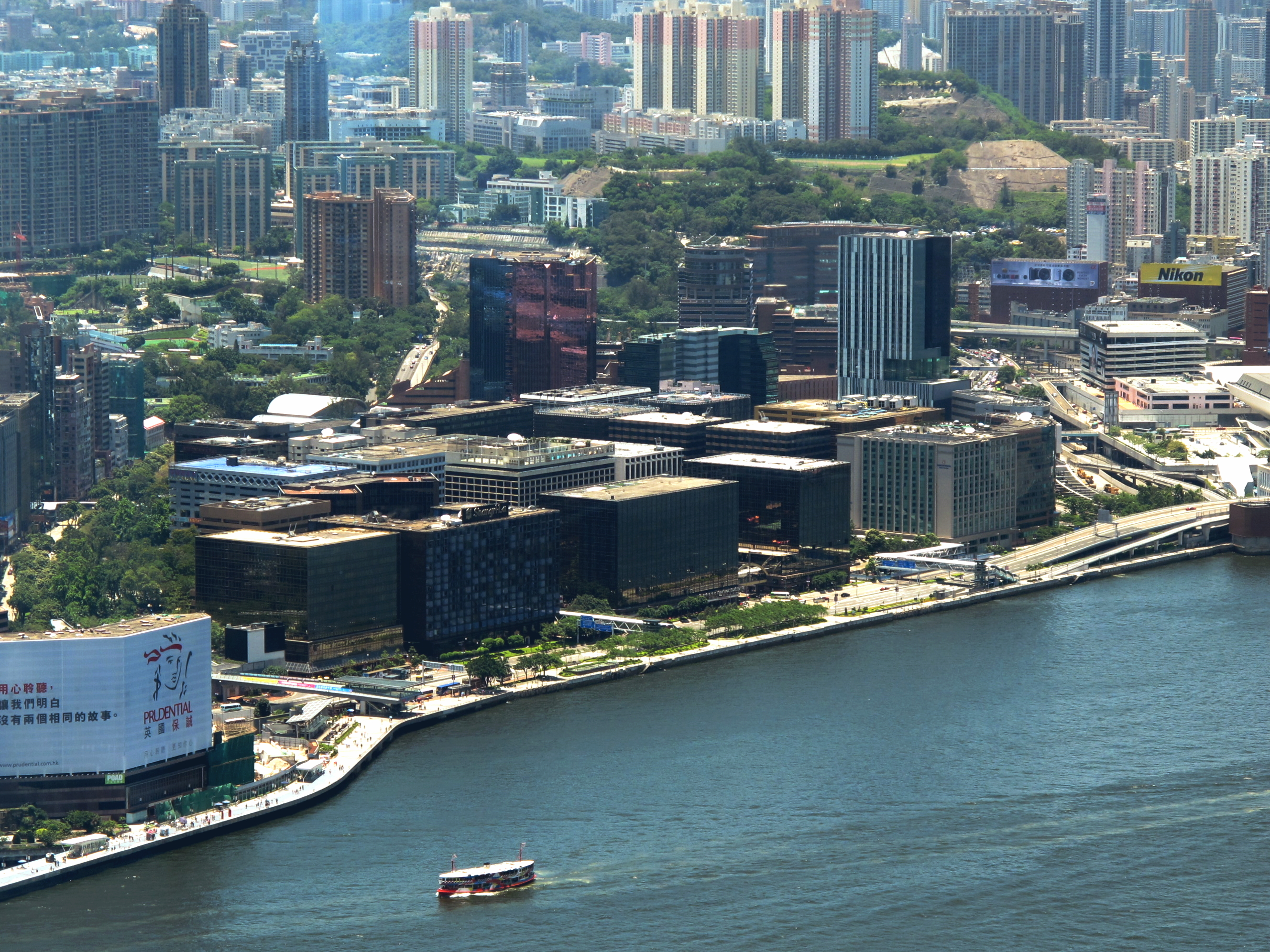
尖沙咀東

尖沙咀東（又稱尖沙咀東部），簡稱尖東，是一個位於香港九龍尖沙咀東部的商業娛樂區，日間以商業及旅遊活動為主，晚間則以娛樂活動，如食肆和酒吧等最為熱鬧。

## 地理

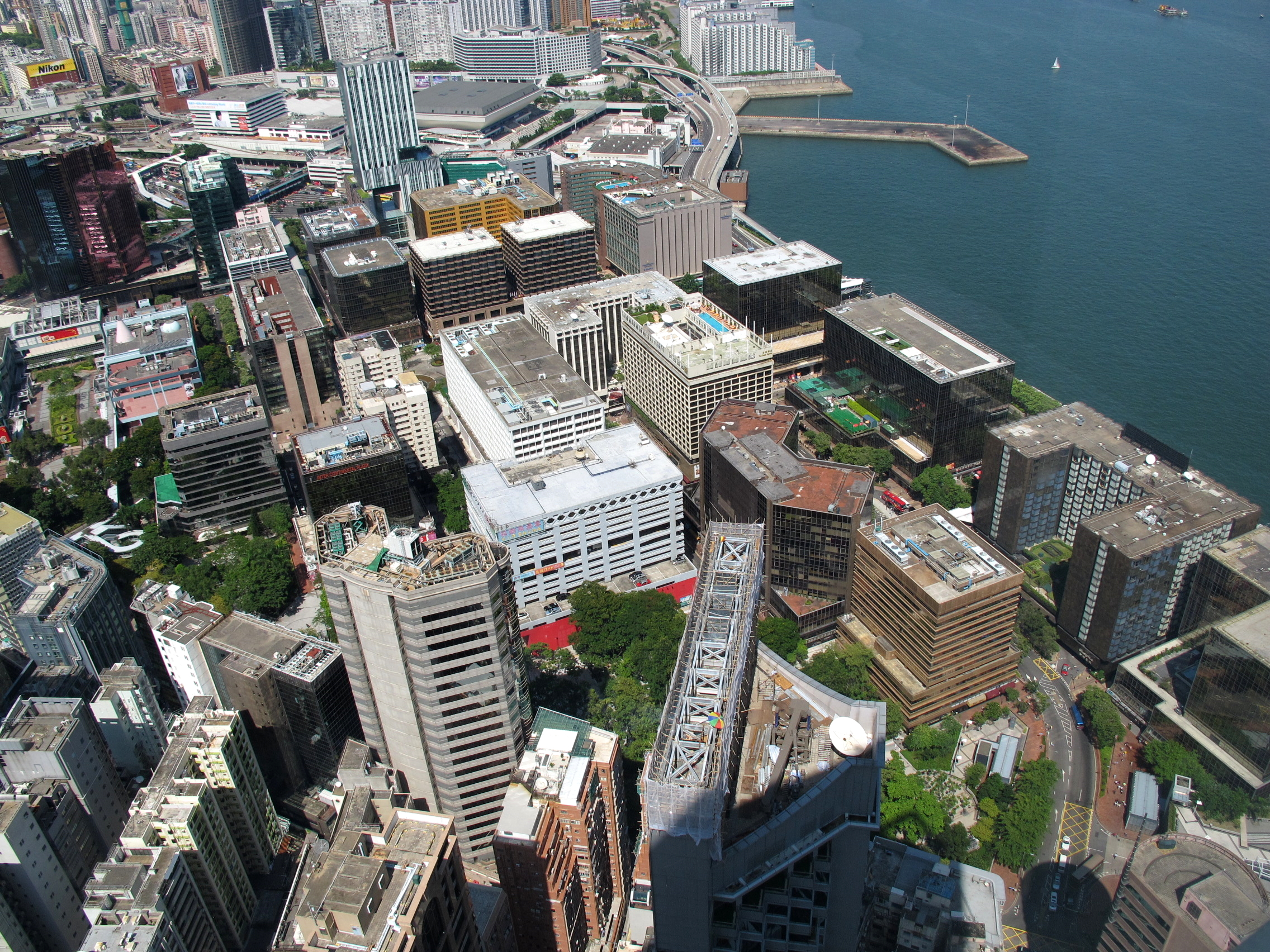
從麗景酒店眺望尖沙咀東

尖東是尖沙咀內的一個小分區，位於尖沙咀東面的填海地，尖東與尖沙咀以漆咸道南為界，與理工大學和紅磡灣則以暢運道和紅磡海底隧道為界，在維港與兩區之間形成一個三角區域，佔地約50公頃。有些人亦會視新世界中心一帶為尖東的一部份。

## 歷史

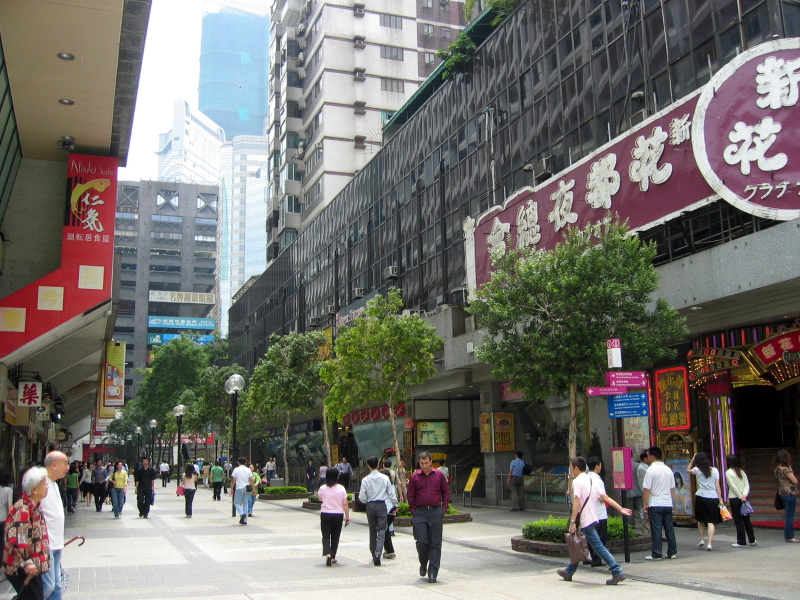
尖沙咀東行人通道

尖東整個區域建於兩期填海區上。首期填海工程（現今尖東靠近漆咸道南一帶）早於1900年代築成，以配合九廣鐵路工程開展。該片填海地一直主要用作九廣鐵路路軌之用，其餘地皮一直未有永久用途，多用作臨時球場和倉庫。戰前，政府曾一度計劃在現今漆咸道南和梳士巴利道交界重置九龍車站，但未有落實。

1940年代末，漆咸道南和路軌之間的地段建成駐港英軍漆咸道軍營、基督復臨安息日會聖經講座教堂及商船海員俱樂部球場。漆咸道軍營建有超過70座半圓頂的尼森小屋，後來軍營的南面一小部份改用作政府部門辦公室和三軍合作社軍營俱樂部。而路軌和海傍之間的地段則為漆咸道難民營、米倉和其他倉庫。1966年，軍營南面部份重建成漆咸道兒童遊樂場。

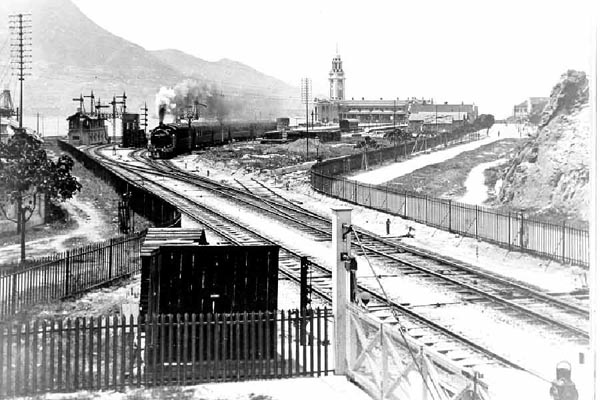
尖東部分土地是九廣鐵路路軌
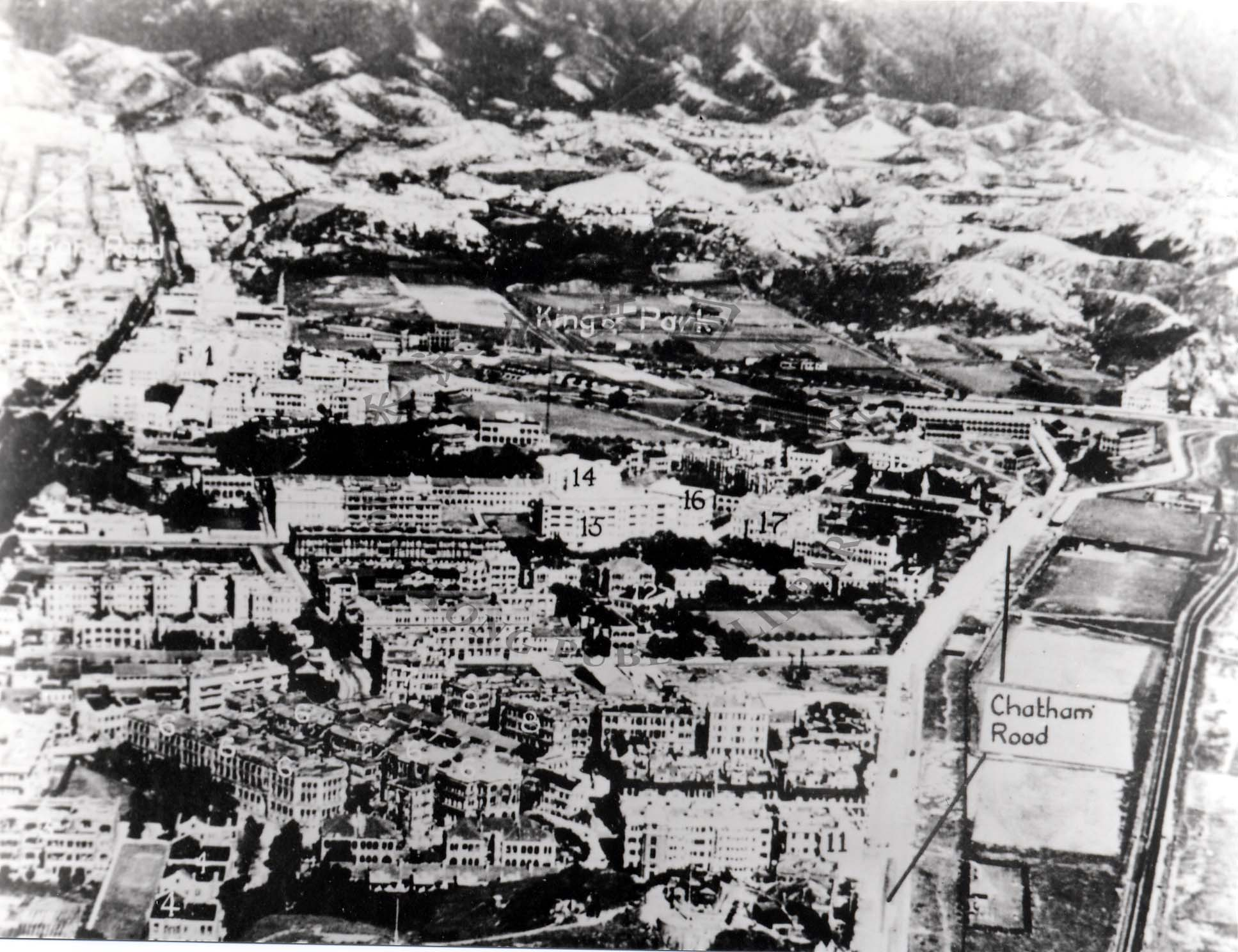
圖中漆咸道的右方為尖東土地
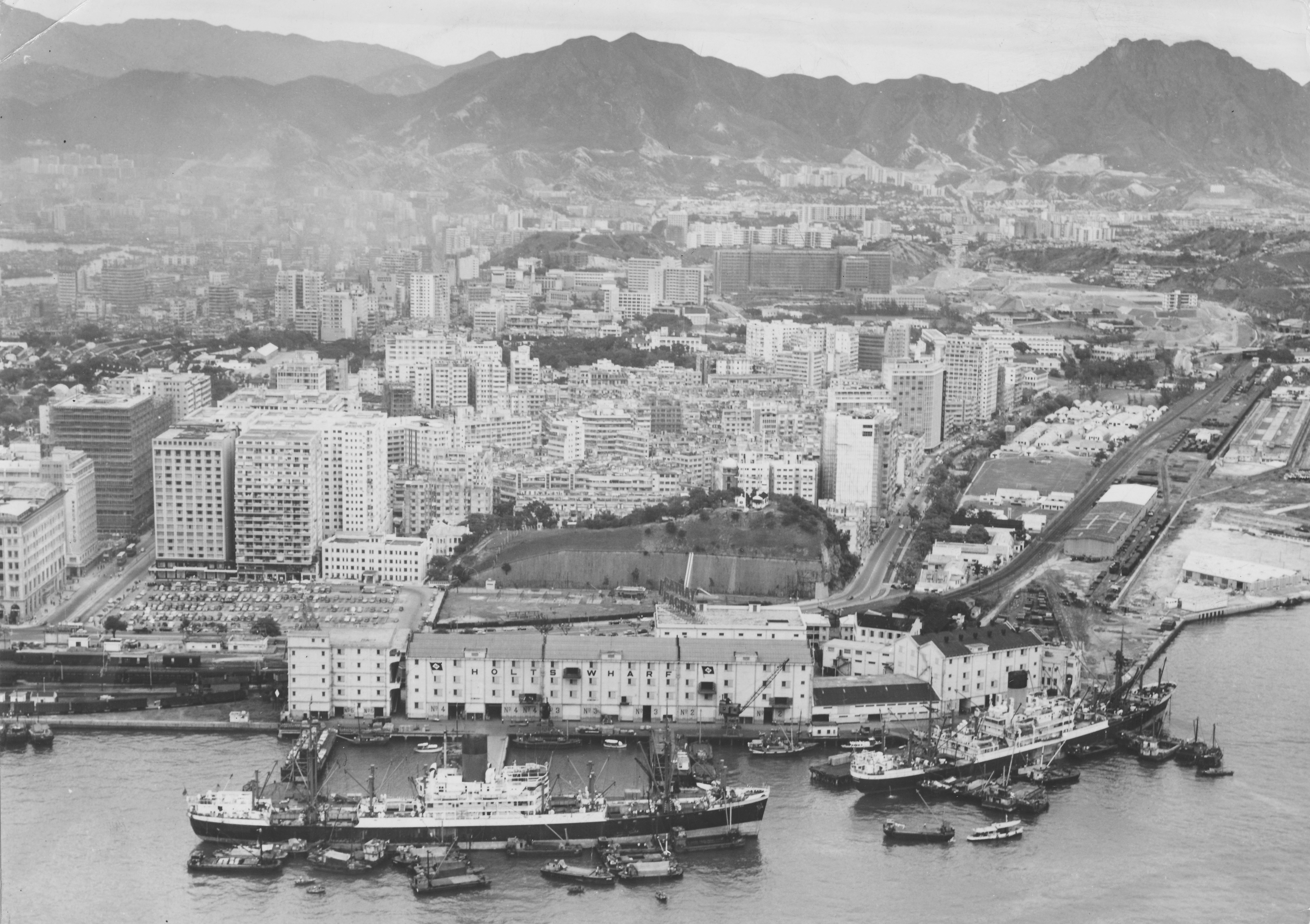
圖中漆咸道的右方為漆咸道軍營

1950年代中起，紅磡灣填海工程展開，形成今日尖東的海岸線。在尖東發展前，新填地只用作海底隧道工地、理工學院臨時課室和其他臨時倉庫之用。自1970年代初起，海底隧道、康莊道、暢運道和梳士巴利道延伸部份陸續落成。1975年紅磡站啟用，漆咸道南旁的路軌和漆咸道難民營開始拆卸。紅磡灣填海區的大片地皮隨即於1970年代末被分割出售以發展成尖沙咀東新商業區；同時，政府曾打算在上述地皮中，挑選其中一幅興建香港會議展覽中心，但最終改於灣仔現址興建。數年間，超過十幢新式寫字樓和酒店相繼於區內落成。
香港政府在規劃尖東新發展區時，只利用麼地道、加連威老道和科學館道三條主要幹道貫通全區，區內兩條主要道路麼地道及加連威老道由尖沙咀舊區延伸而至，科學館道在北端連繫這兩條動脈。寫字樓的後方設有供上落客及裝卸貨物稱為「廣場」的迥旋處。減少了無用的街道佔用空間，使到能夠在大樓之間建設廣大的公園，即市政局百周年紀念花園及尖東海傍，以舒緩尖沙咀區擠迫的市面景況和為在新區上班的市民提供充裕的休憩地方。
隨着尖東的進一步發展，政府於1978年收回原漆咸道軍營用地以發展香港科學館（1990年落成），後來政府再決定將香港歷史博物館新館建於香港科學館旁邊，博物館於1998年落成。
2004年，九廣東鐵南延線通車(現為屯馬綫路段)，並設有尖東站於尖東南部，為遊人進出尖東商業區和尖東海傍一帶帶來便利。

## 集體回憶和文化

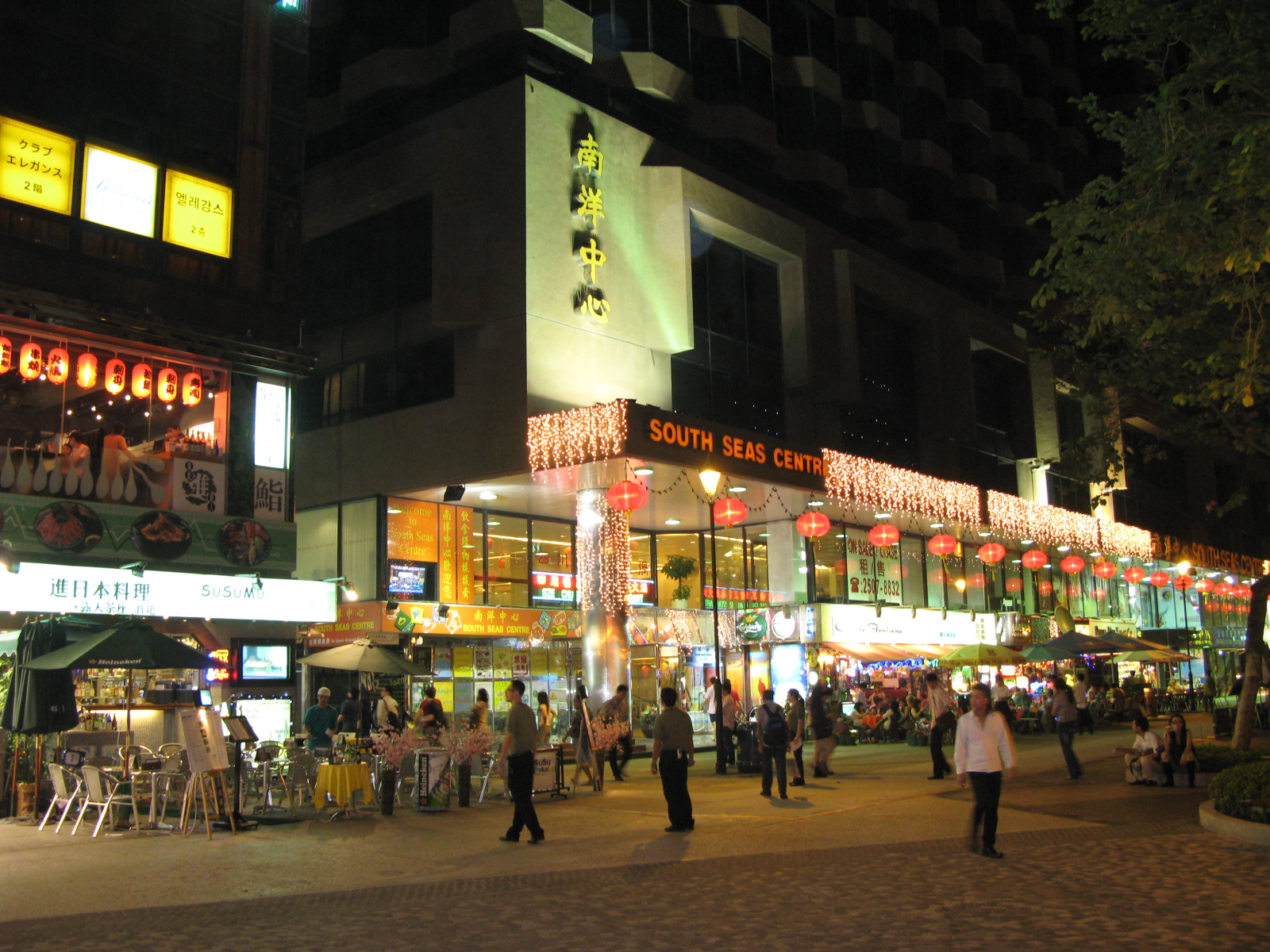
晚上的尖沙咀東

1980年代中期至香港主權移交前是尖東的黃金時期。香港經濟起飛，金融、貿易、旅遊業有長足發展，帶動一定數量的香港家庭進入中產階級，具有一定的消費能力。尖東新區有一條飽覽維港景色的海濱長廊，多座商場設有不同商舖、百貨公司、戲院，又集合食肆、酒吧、的士高、桑拿、夜總會（吉百利、富都、新花都、中國城和大富豪等）、卡拉OK、桌球室、遊戲機中心等不同的娛樂場所，是當時上班族、青年人的消遣、聚會勝地，構成一片五光十色、紙醉金迷的景況。同一時間，這些娛樂場所、多國菜餐廳、奢侈品店亦吸引不少旅客和商務人士光顧，當中以日本人為數最多。
可惜自1997年亞洲金融風暴後，香港經濟衰退、亞洲遊客驟降，令尖東的人流大減，不少娛樂場所結業，商場吉鋪連連。雖然自由行於2003年實施，曾為尖東的再次繁盛帶來曙光，但自由行對尖東的幫助不大，只有少數商場轉型服務自由行旅客，很多店舖都為臨時性質的散貨場和免稅店。
近年，儘管尖東有不少商場都已經翻新裝修，但更多商場仍然保留其於80年代初開幕時的格局，例如陳舊的鋪位和子彈升降機等建築特色，加上尖東公園裡的噴水池和球型街燈，與尖沙咀和香港其他不停發展的地區相比有明顯的分別，使到不少市民和旅客都會特意到尖東一帶緬懷1980年代「遍地黃金」的香港。

### 流行文化
在1980、90年代香港電影的輝煌時期，有不少電影都會到尖東取景，甚至以「尖東」命名，例如以尖東黑幫為題的《明月照尖東》（1992年）、《尖東雙虎》（1995年）和《尖東老泥妹之四大天后》（1995年）等。其中有很多電影都利用尖東的場景拍攝出重要的場節，《最佳拍檔》（1982年）中許冠傑駕着電單車在永安廣場左穿右插。《尖東梟雄》（1985年）的結局中，主角梁家仁一幫與反派在明輝中心內展開血腥廝殺，由商場地下逐層殺上頂樓辦公室。而《警察故事》（1985年）的壓軸追逐戰亦在永安百貨拍攝 ，成龍從四、五層樓高的、掛滿電燈泡燈飾的條子一躍而下。
而在香港粵語流行音樂方面，亦有不少歌曲以尖東為題材或其音樂錄影帶以尖東為背景，提及尖東的有吳夏萍《尖東海旁》（1985年）、劉美君《霓虹鳥》（1986年）、柏安妮的《尖東》（1988年）、黃霑《每天聖誕》（1989年）、劉德華《開心的馬騮》（1993年）、軟硬天師《川保久齡大戰山本耀司》（1990年）和《老人院》、蘇慧倫《尖東奇遇你是誰》（1996年）、林海峰《亂世兒女》（1997年）、E-Kids《下學期》（2003年）、I Love You Boyz《龍兄鳳弟》（2005年）等。以尖東作背景的音樂錄影帶有陳百強《今宵多珍重》（1982年）、梅豔芳《交出我的心》（1983年）、張國榮《不羈的風》（1985年）、達明一派的《今天應該很高興》（1988年）等等。近年，有不少年青歌手的音樂錄影帶在尖東取景，以配合歌曲中1980年代城市流行音樂的懷舊氛圍，如Delta T、Room307等等。

### 聖誕燈飾
尖東自1981年聖誕節起有大廈掛起聖誕燈飾。1982年正式成為一項慶典活動，由「東尖沙咀地產發展商聯會」主辦，稱為「璀璨閃耀匯尖東」（原名「金光璀璨耀尖東」），在轄區內的大廈外牆裝上聖誕節燈飾，是本港最具代表性的聖誕慶祝活動之一，亦為同類型慶祝活動之先驅。自此尖東聖誕燈飾聞名全港，吸引許多人到來觀光購物。1985年，新世界中心東急百貨在聖誕前夕在大廈外牆掛上一個巨型立體聖誕老人充氣公仔，看起來恍如正爬着外牆。近年，聖誕燈飾已由最初鎢絲燈鋪砌到加入不同元素，例如不同光影原素、巨型多媒體幕牆。

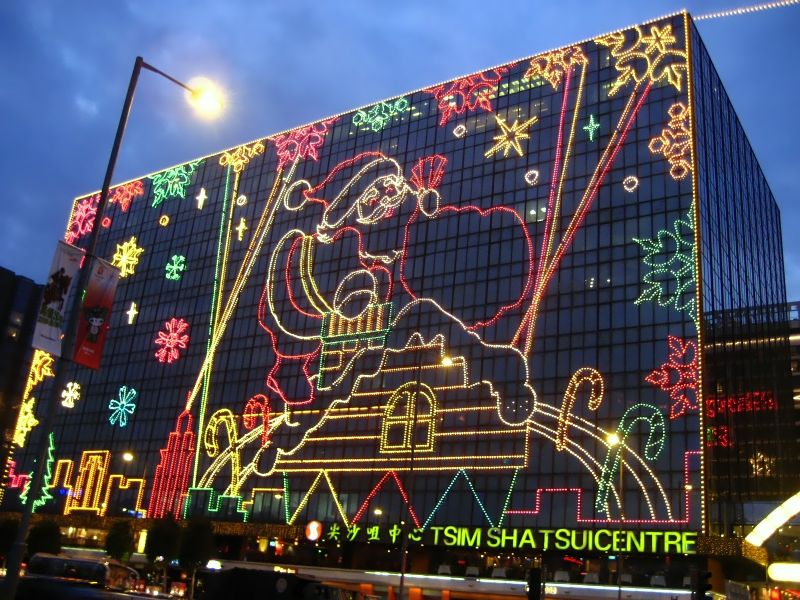
2007年尖沙咀中心的聖誕燈飾
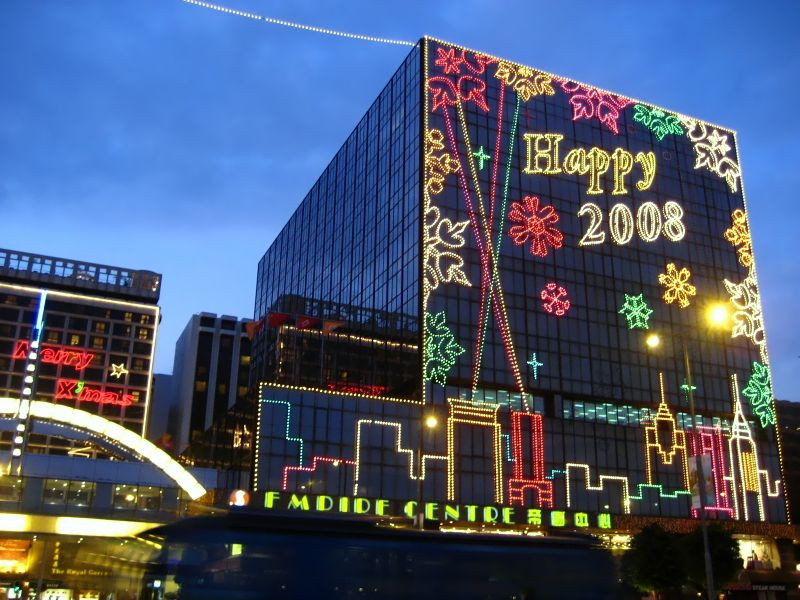
2007年帝國中心的聖誕燈飾
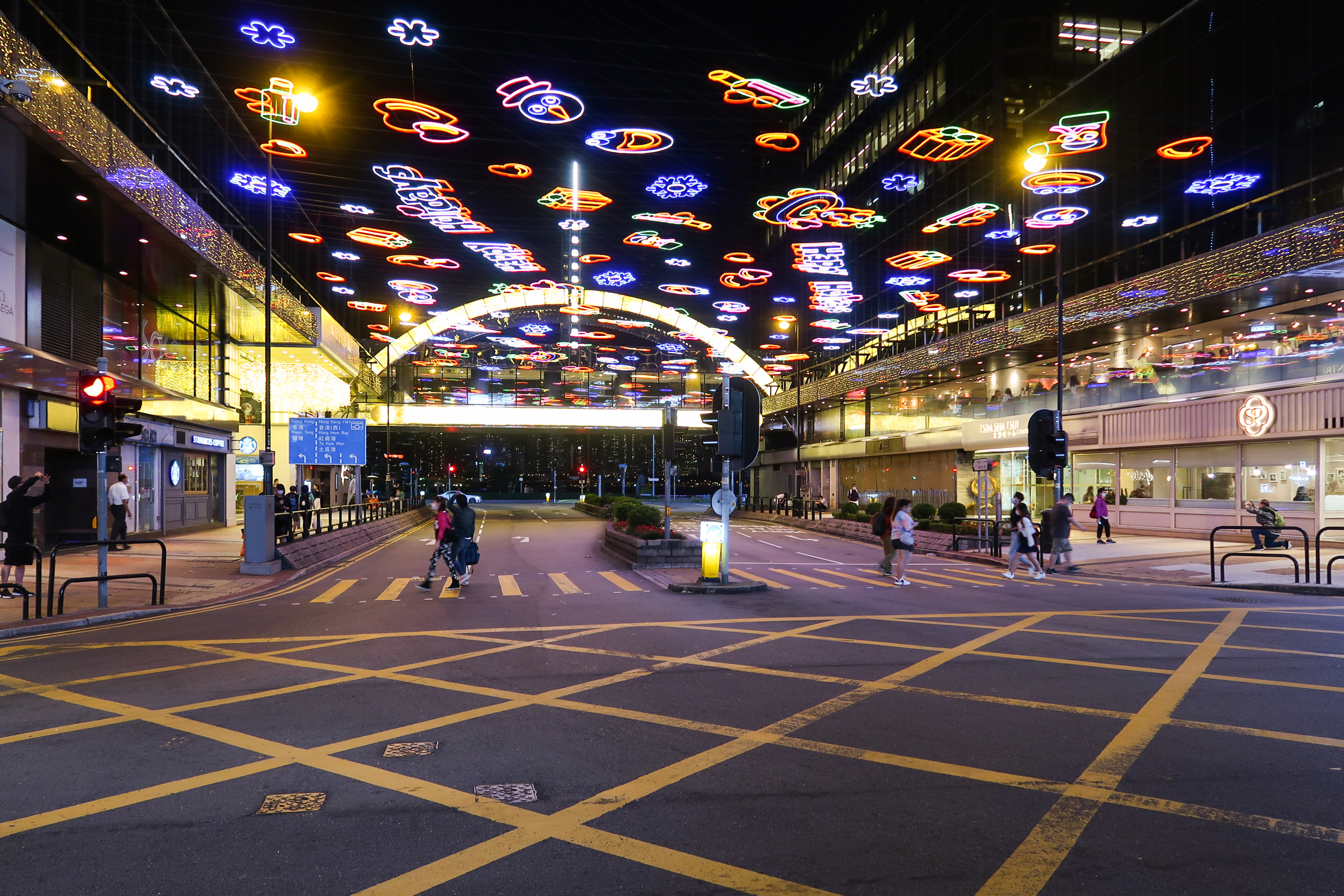
麼地里的聖誕燈飾
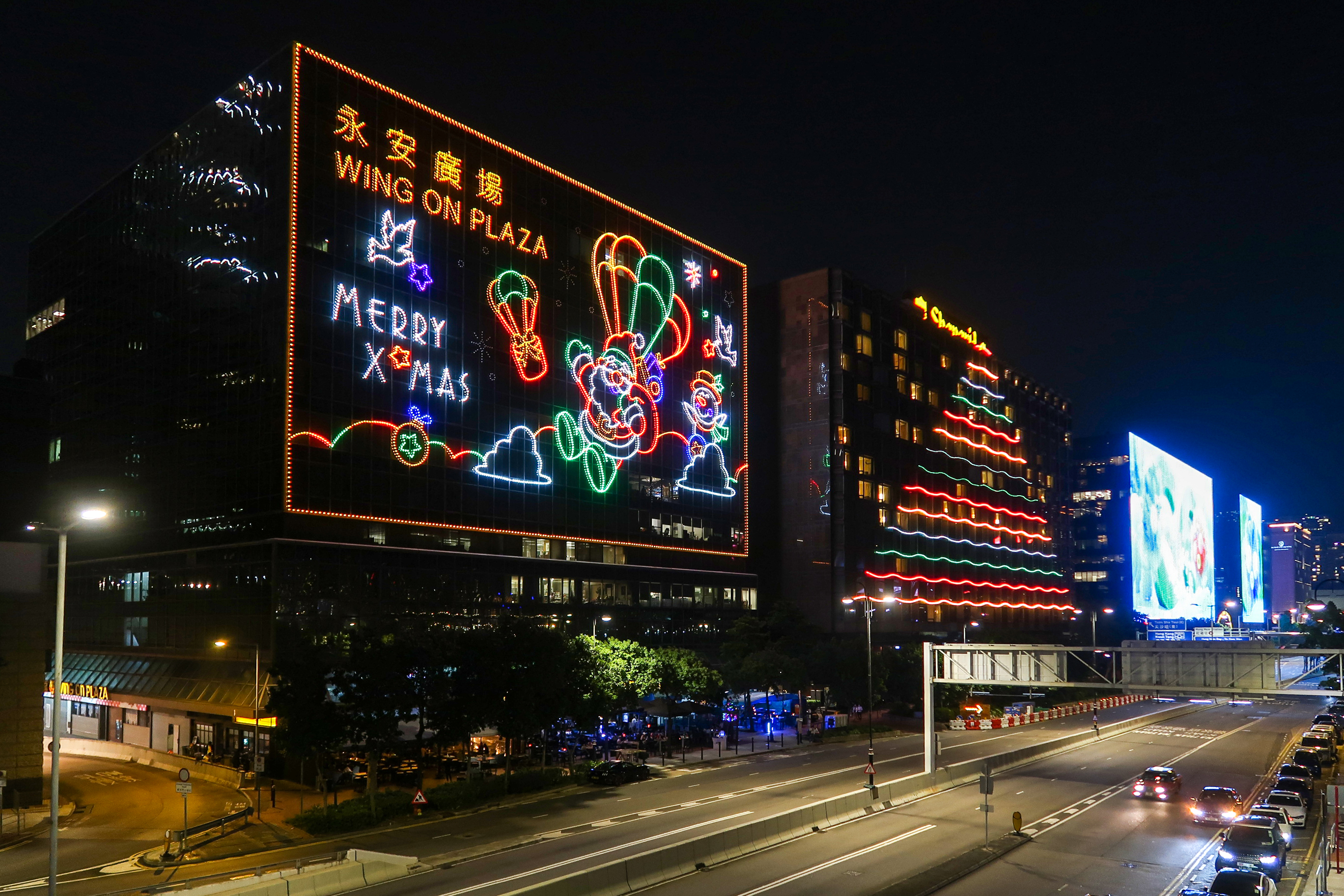
2020年永安廣場和九龍香格里拉酒店的聖誕燈飾
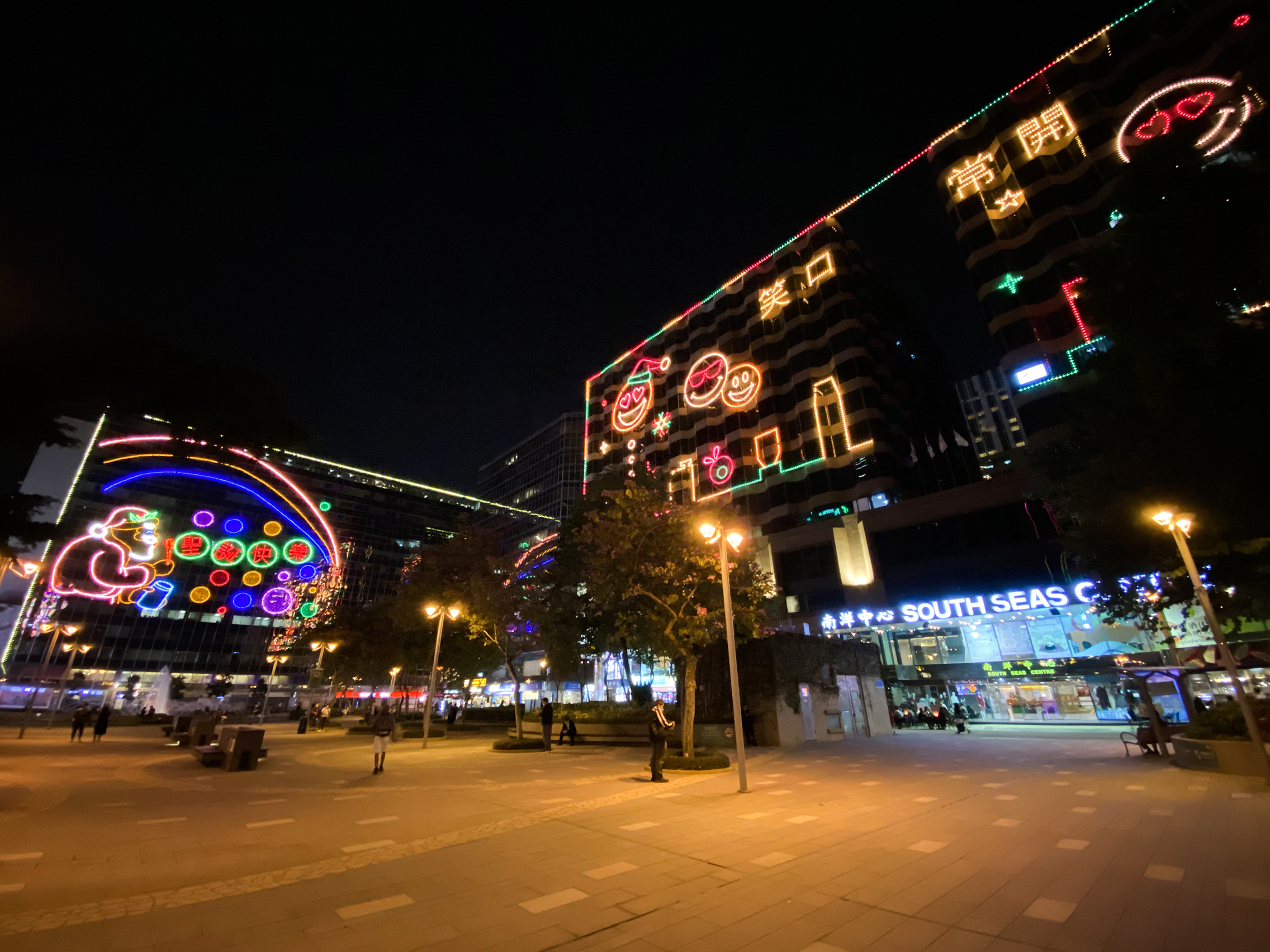
2020年東海商業中心和南洋中心的聖誕燈飾

### 香港國際龍舟邀請賽
1976年創辦的國際性賽龍舟活動，賽事於1978年開始在尖沙咀東部對開的維多利亞港舉行，吸引更多市民及遊客參觀。1996年由於尖東海旁進行工程，移師沙田城門河舉行。2005年再次回歸尖沙咀海旁舉行香港國際龍舟邀請賽。2007年香港國際龍舟邀請賽被列入慶祝香港特別行政區成立十週年活動之一，於2007年6月23日及24日於尖東海旁舉行。

## 商業及住宅大廈

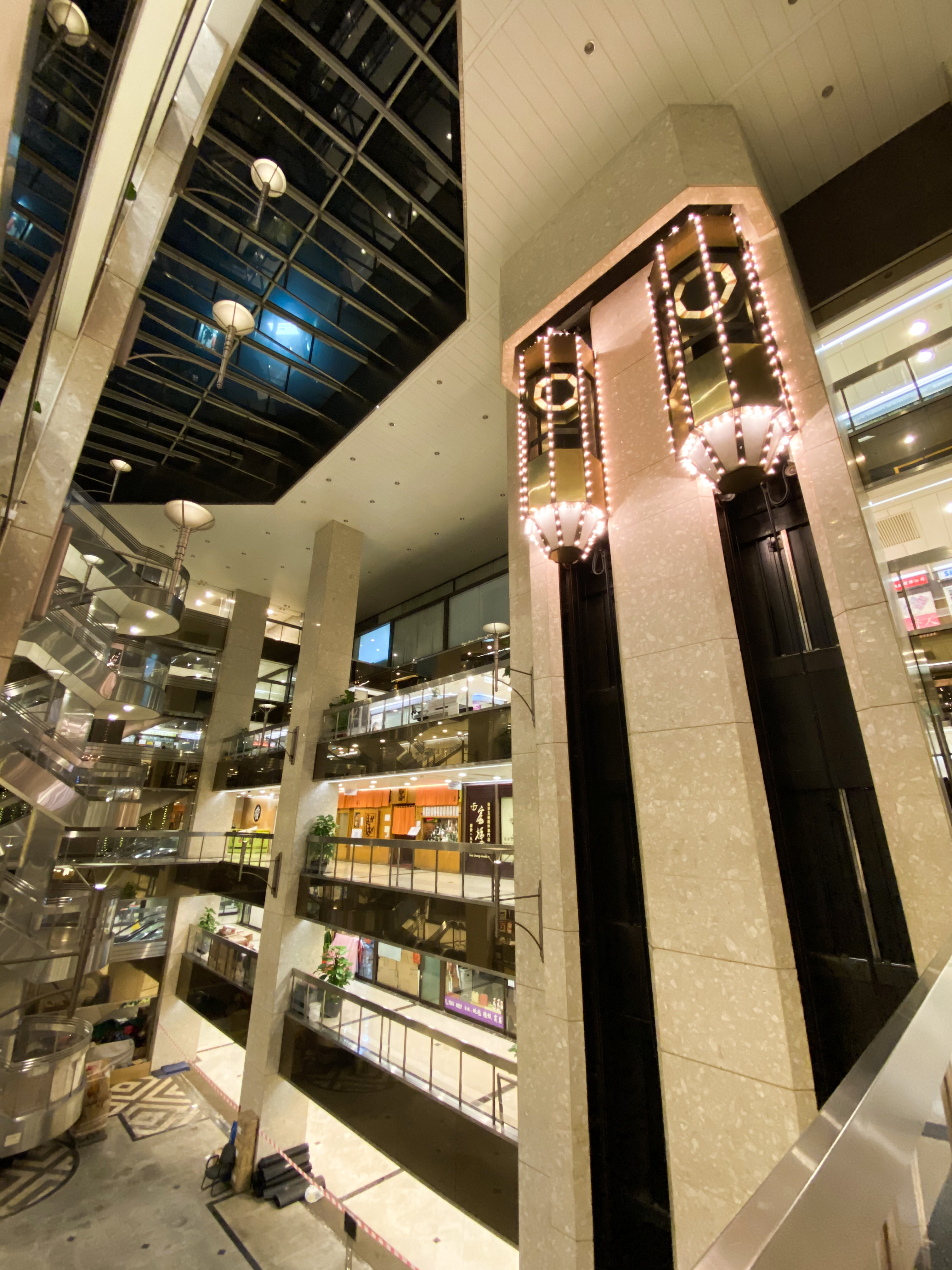
好時中心中庭的子彈升降機，1980年代的設計風格

大部分尖東的樓宇在1980年代初期落成，因受到啟德機場航道高度限制，樓高由10到16層不等，採用鋼構玻璃幕牆，盡用地積比率而作方匣子外型，使尖東的建築群從遠處看起來非常整齊。這些樓宇多設有附有中庭的基座高場，而地庫則以娛樂場所為主，東海商業中心、尖沙咀中心及帝國中心是這類建築物的典型。尖東是香港最後一個沿用舊式獨立建築物的規劃，有別於現在的地下三層為基座，樓上為獨立建築物的規劃。由於尖東商場大廈間基座大多沒有行人平台連貫，依賴地面連繫，產生人車爭路危險，間接使尖東與尖沙咀其他地區有所不同。
由南到北
- 永安廣場：於1981年落成，樓高10層。地下及地庫為永安百貨。
- 冠華中心：在灣仔入境事務大樓啟用前，曾用作人民入境事務處總部。
- 好時中心：於1981年落成，樓高16層。
- 安達中心：嘉里建設物業，樓高16層的停車場大廈，首三層為商場舖位。
- 尖沙咀中心：於1982年落成，樓高14層，是尖東於1980年代填海後第一座落成的建築物，為信和集團總部所在地，是幻彩詠香江參與匯演建築物之一。
- 帝國中心：樓高13層，有蓋天橋連接尖沙咀中心，同為信和物業，是幻彩詠香江參與匯演建築物之一。
- 明輝中心：基座稱為尖東廣場，租戶包括7-11和麥當勞等。
- 半島中心：於1981年落成，樓高16層。港鐵特惠站設於其商場。
- 幸福中心：於1983年落成，樓高14層，信和已出售物業
- 希爾頓大廈：樓高14層，由A、B兩座組成，首三層為為商用單位，4 樓以上為住宅單位。地下為中銀香港（於2014年9月由尖東廣場搬進希爾頓大廈）。
- 東海商業中心：於1982年落成，樓高17層（連兩層地庫），是香港熊谷組發展物業，亦是公司總部所在地。租戶包括滙豐和東亞銀行等
- 新文華中心：東邊毗連科學館廣場，內有香港賽馬會投注站及大富豪夜總會地庫入口。臨街西邊科學館徑名為尖東酒吧街，小食店林立。地下租戶包括渣打銀行
- 南洋中心：信和及嘉里物業，兩幢相連樓高12層的商業大廈，三層基座設有大型購物商場連多間食肆。
- 港晶中心：於1982年落成，樓高16層。
- 華懋廣場：於1988年落成，樓高15層，華懋集團集團及總部。地下為華懋廣場戲院(己結束)及DFS環球免稅店。
- 康宏廣場：於1995年落成，信和、長江集團、南豐發展和大昌集團合作發展物業，樓高28層，是尖東最高建築物。地下是尖沙咀東巴士總站，一樓設有尖沙咀公共圖書館。自設行人平台通科學館徑人行天橋往香港理工大學和紅磡站。
- 新東海中心：於1991年落成，樓高20層，是尖東少數之智慧型商廈。地下設有尖東救護站。
- 碧林閣：是中華電力公司電力站，樓上為住宅。

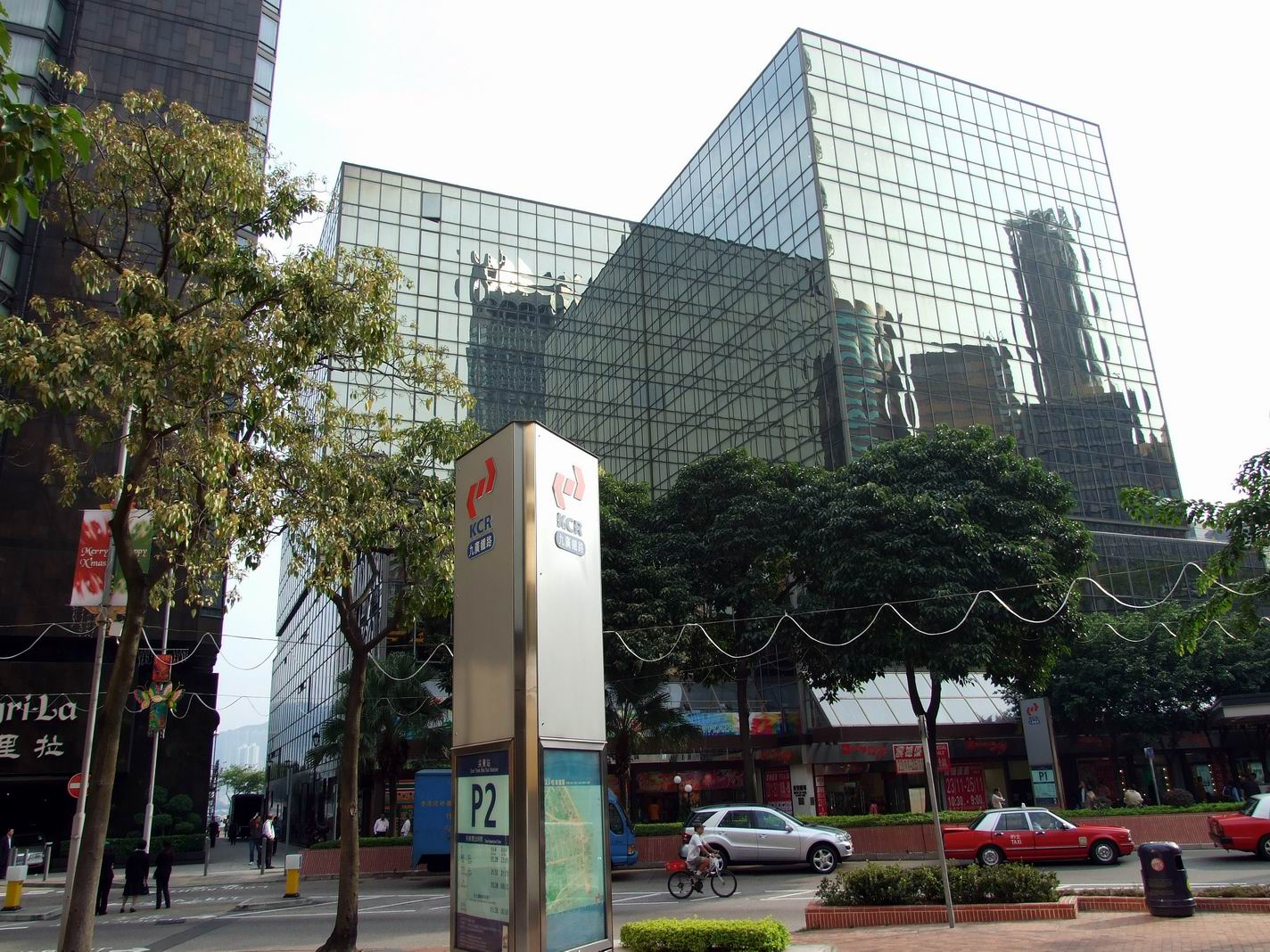
永安廣場
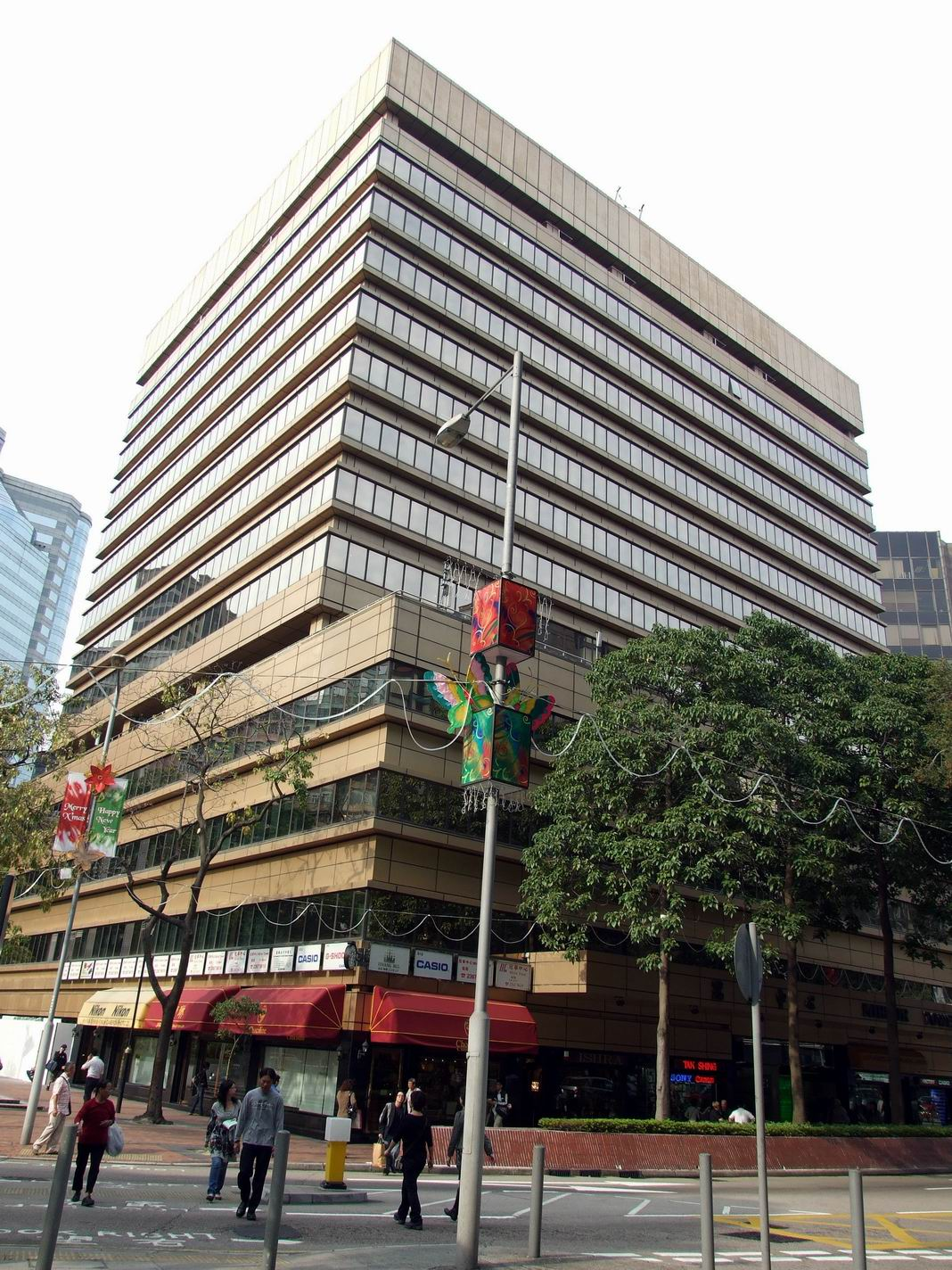
冠華中心
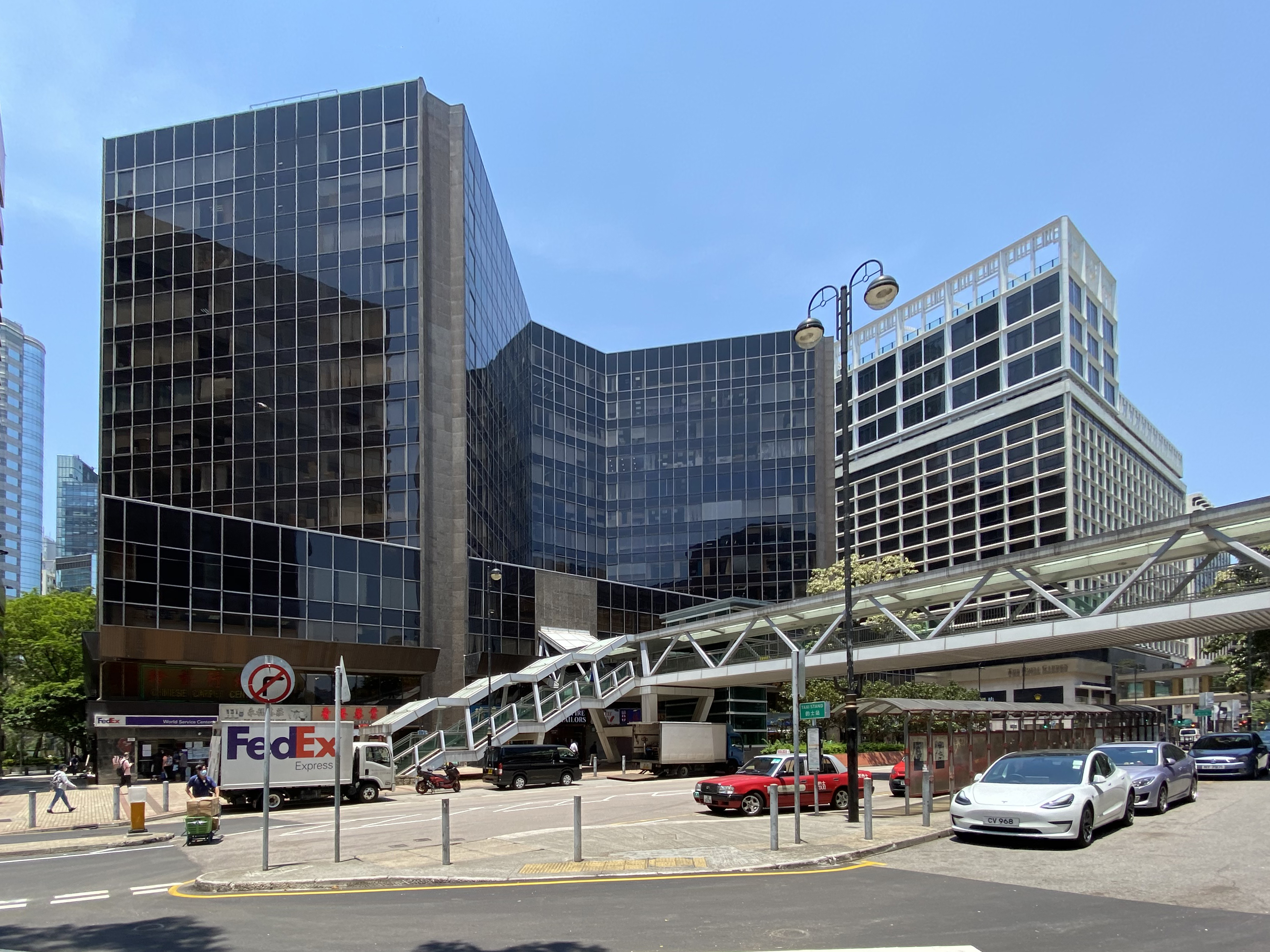
好時中心
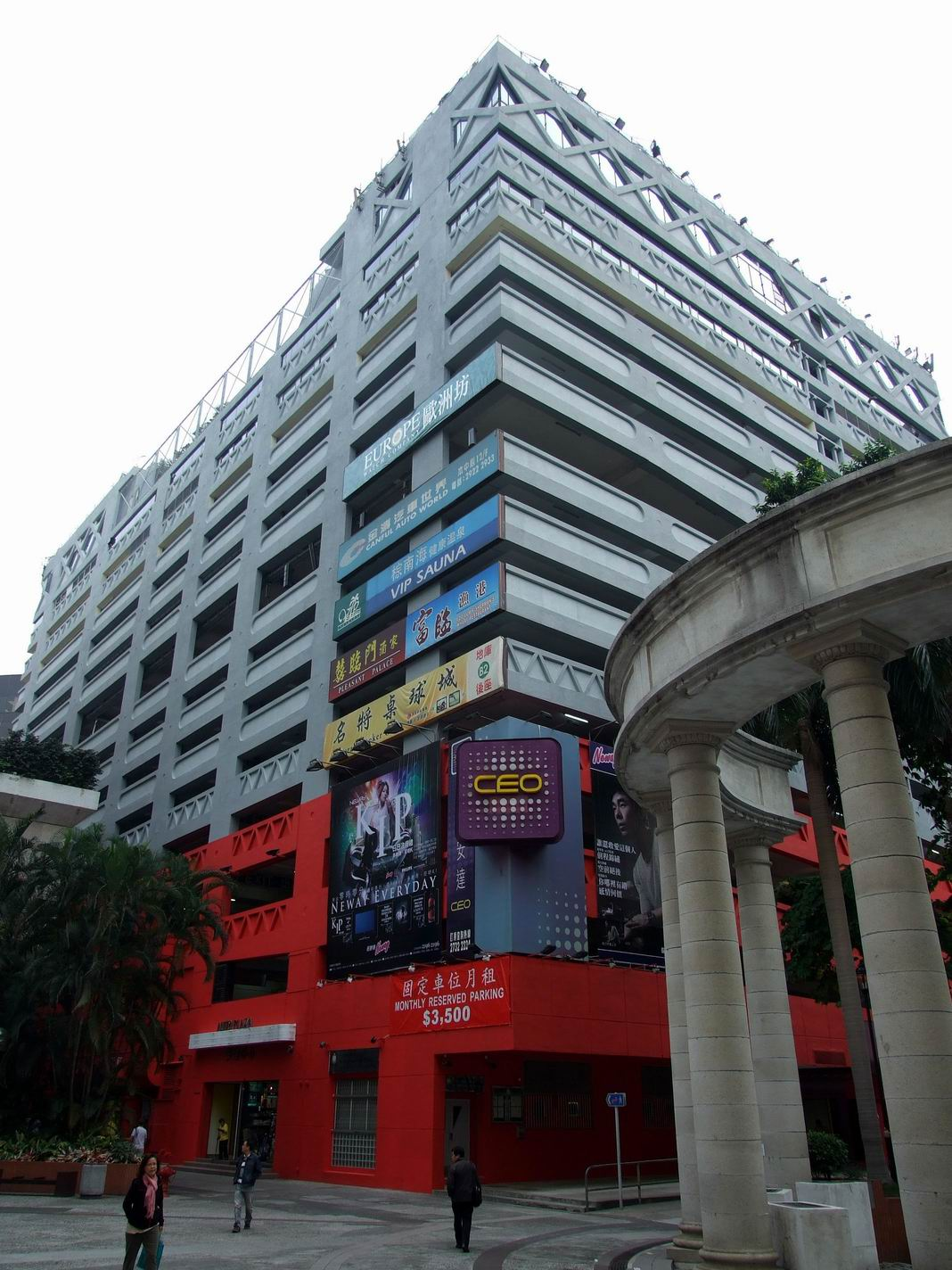
安達中心
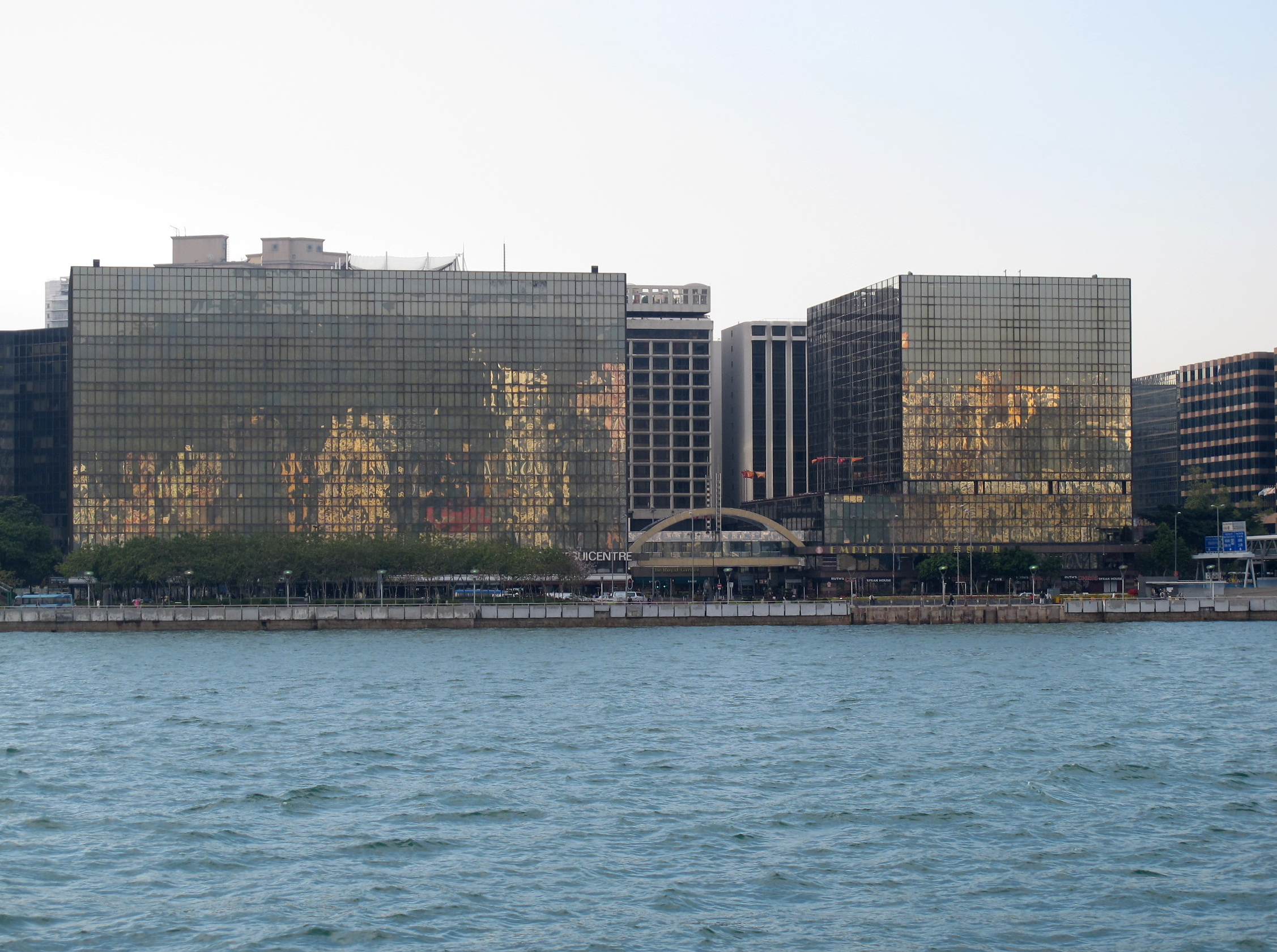
尖沙咀中心（左）和帝國中心（右）
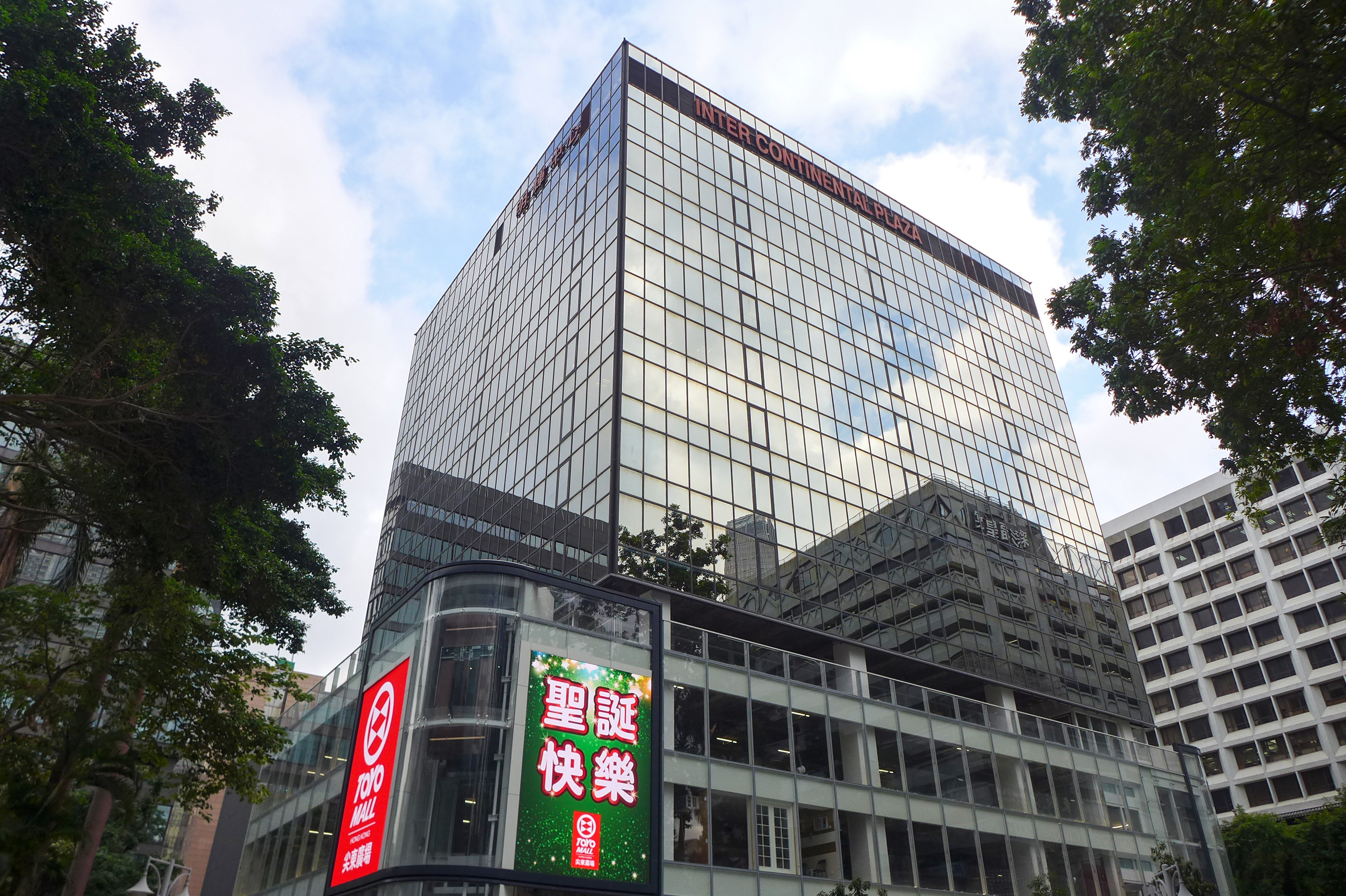
明輝中心
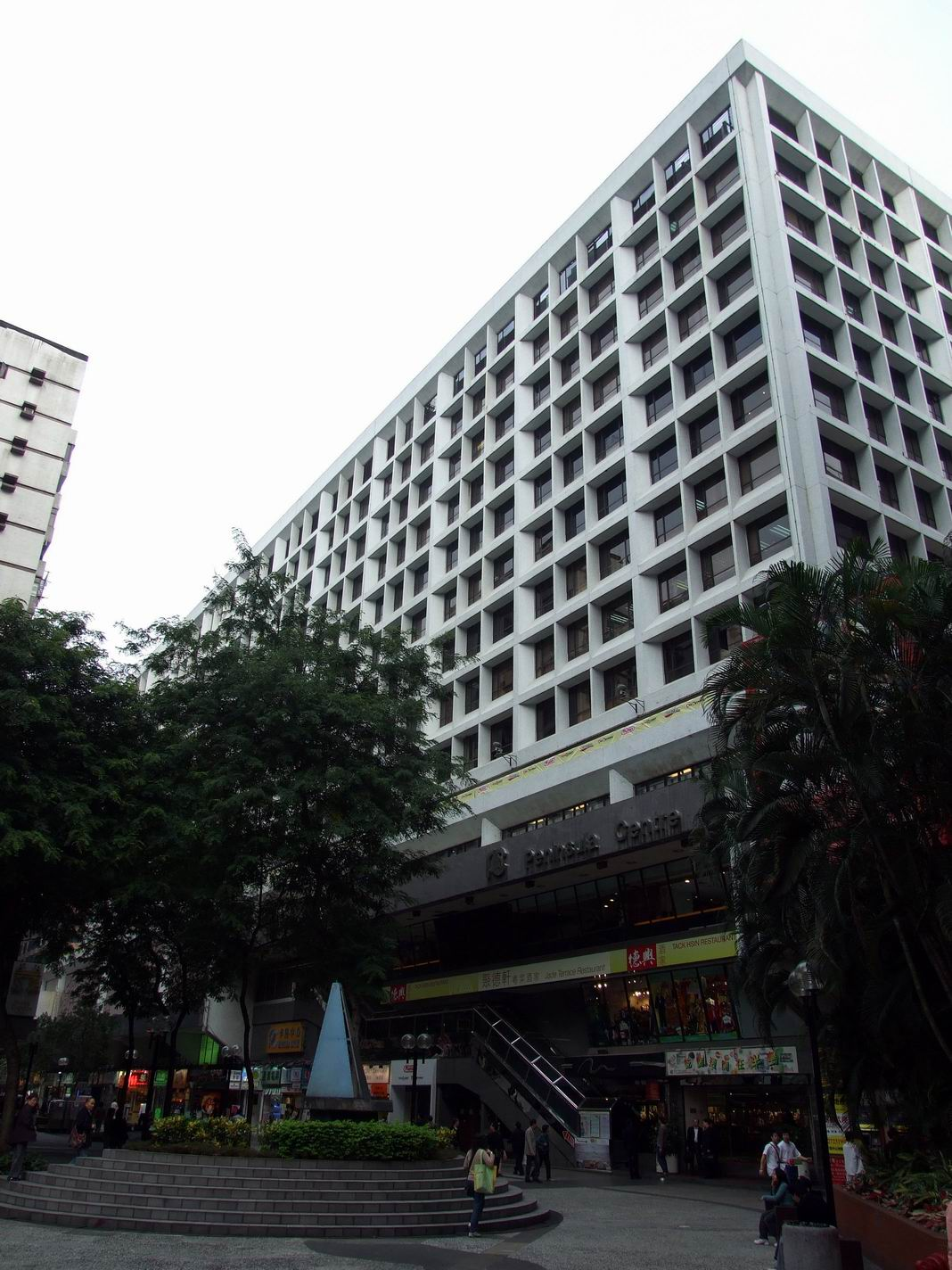
半島中心
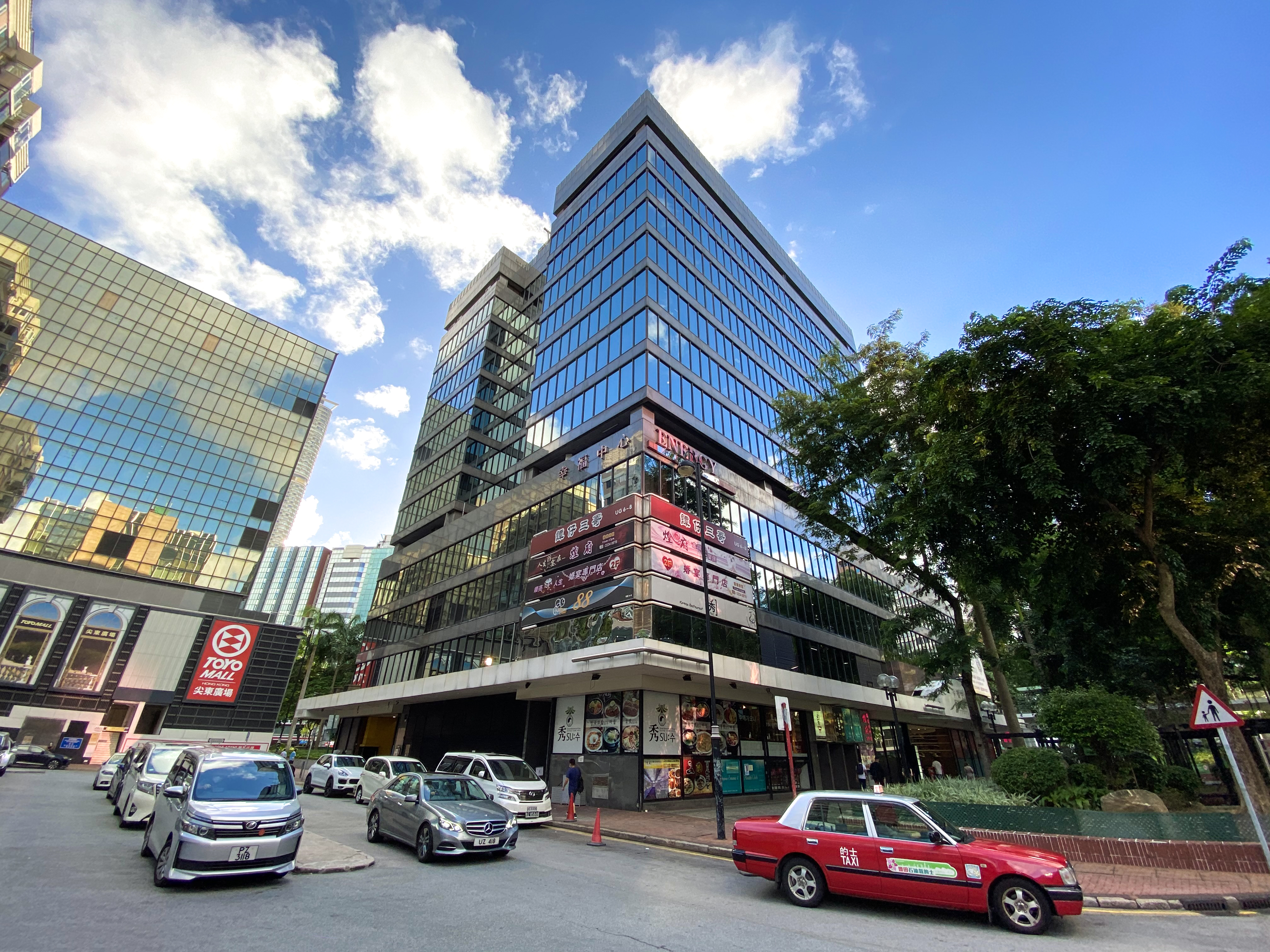
幸福中心
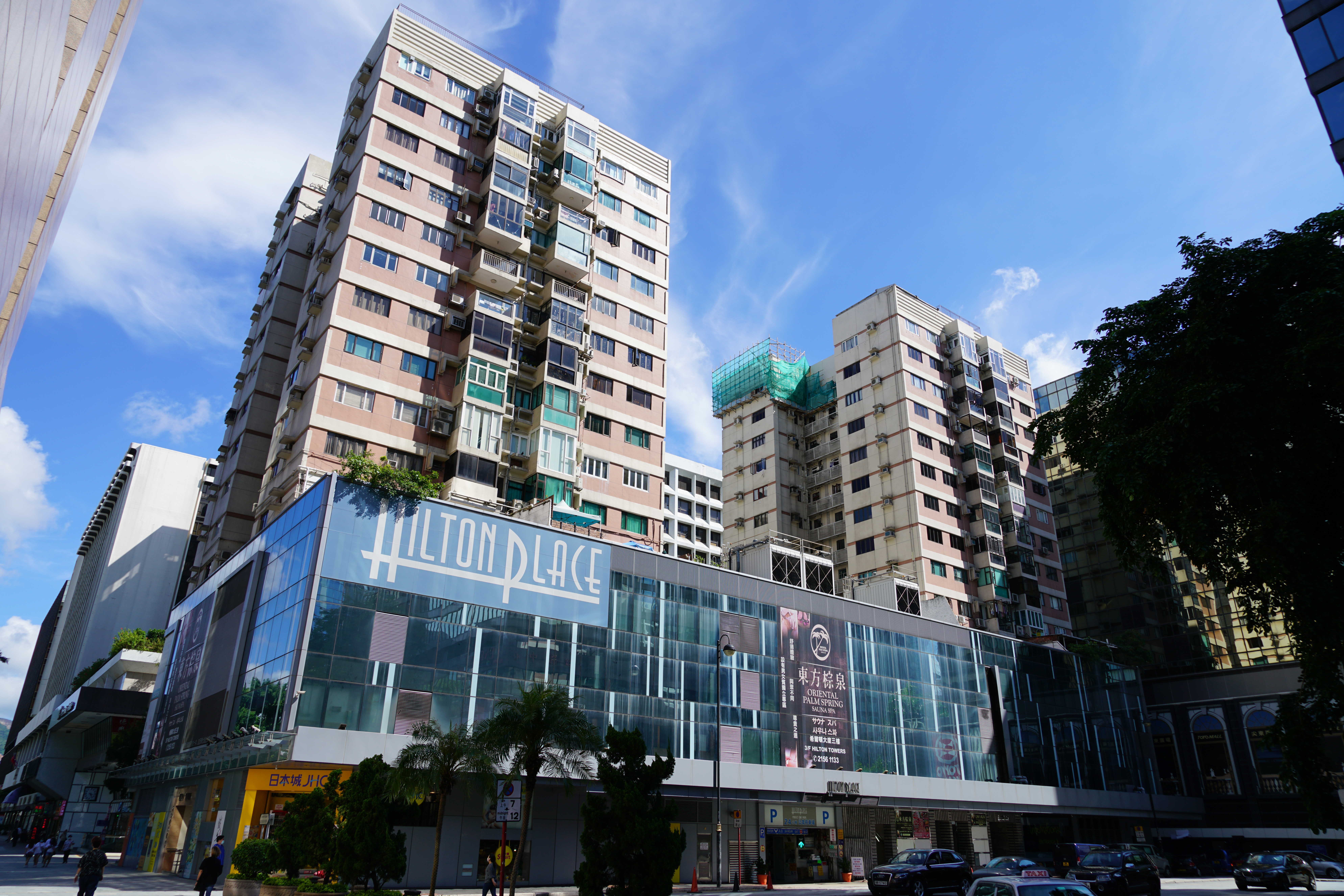
希爾頓大廈
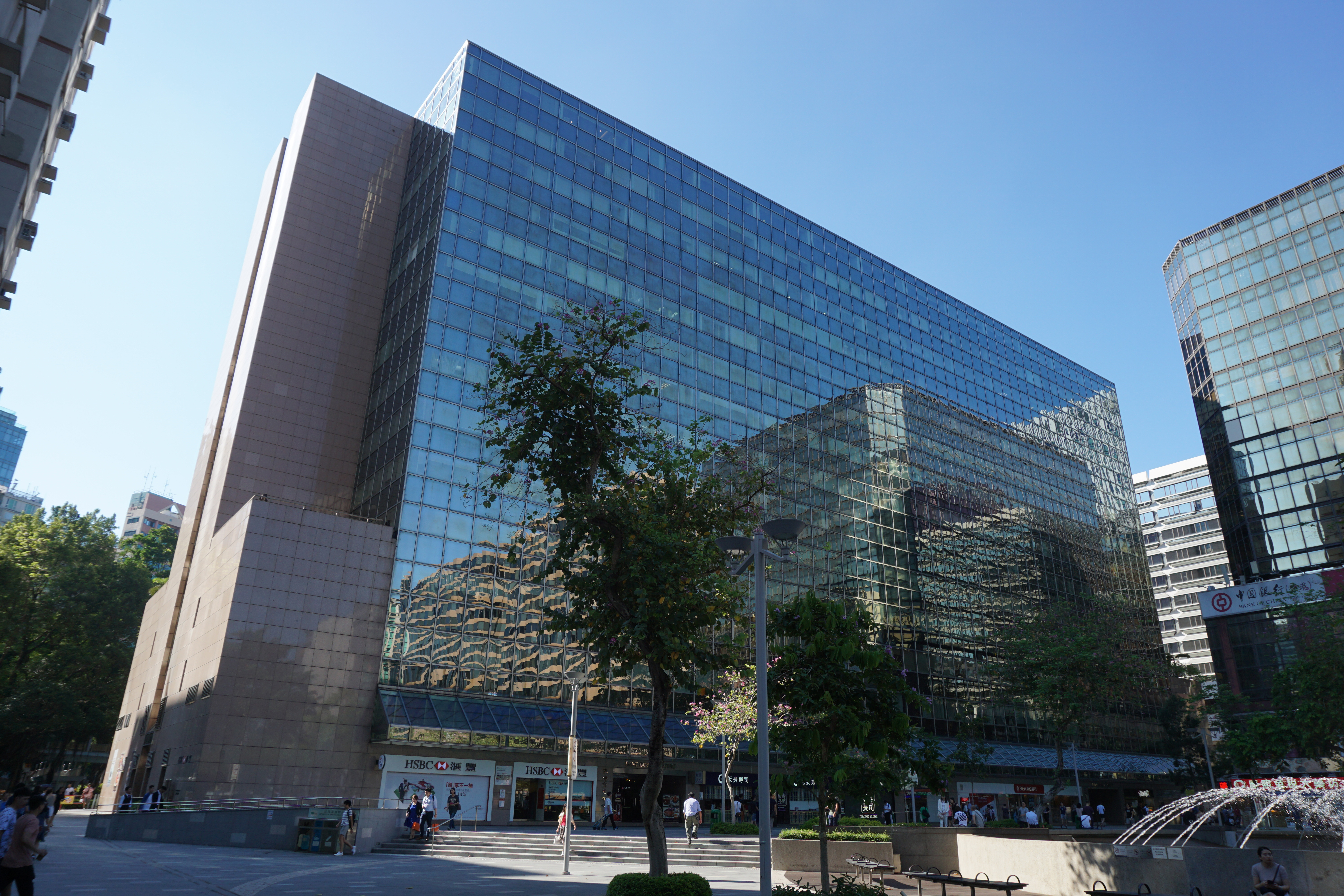
東海商業中心
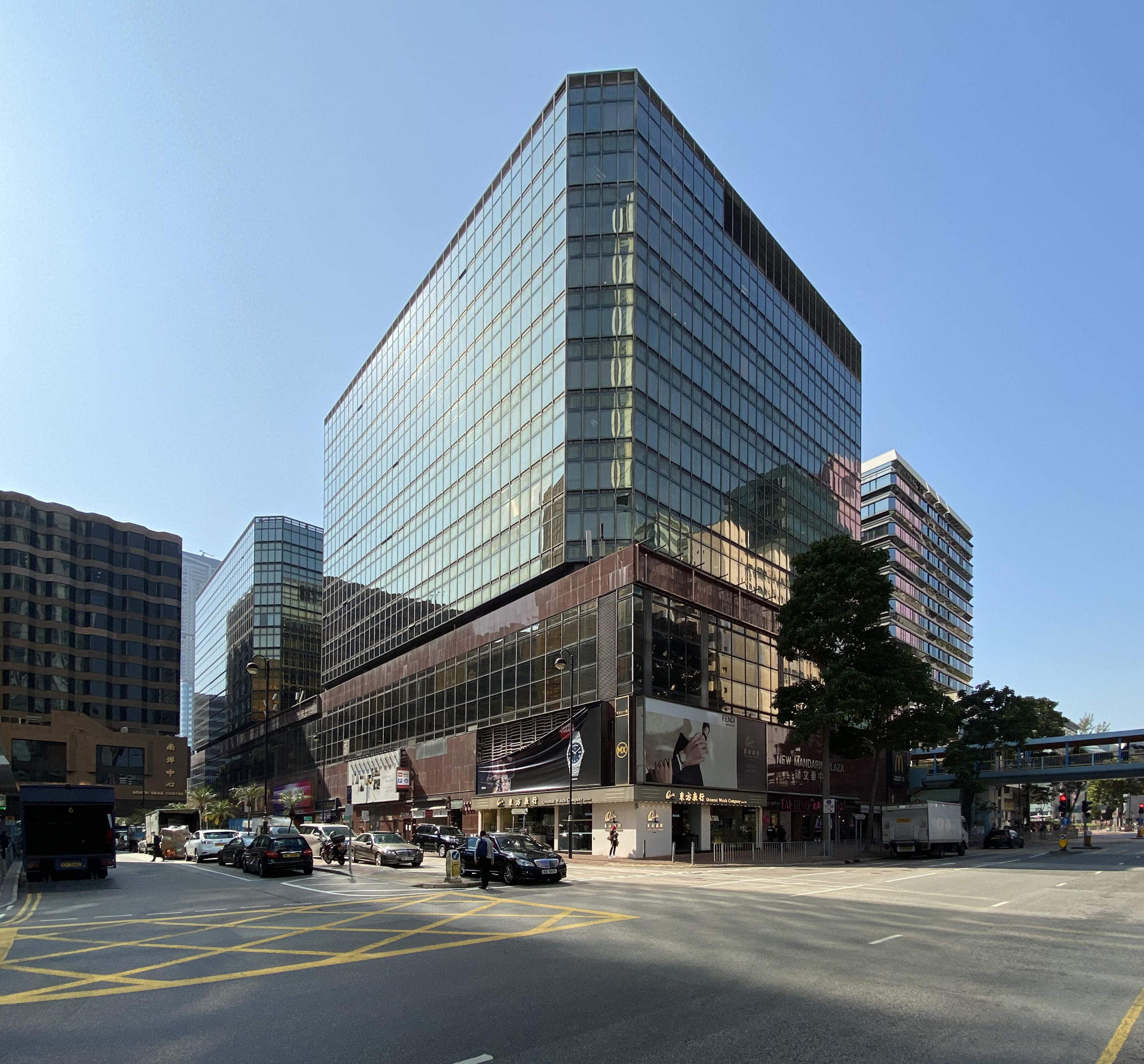
新文華商業中心
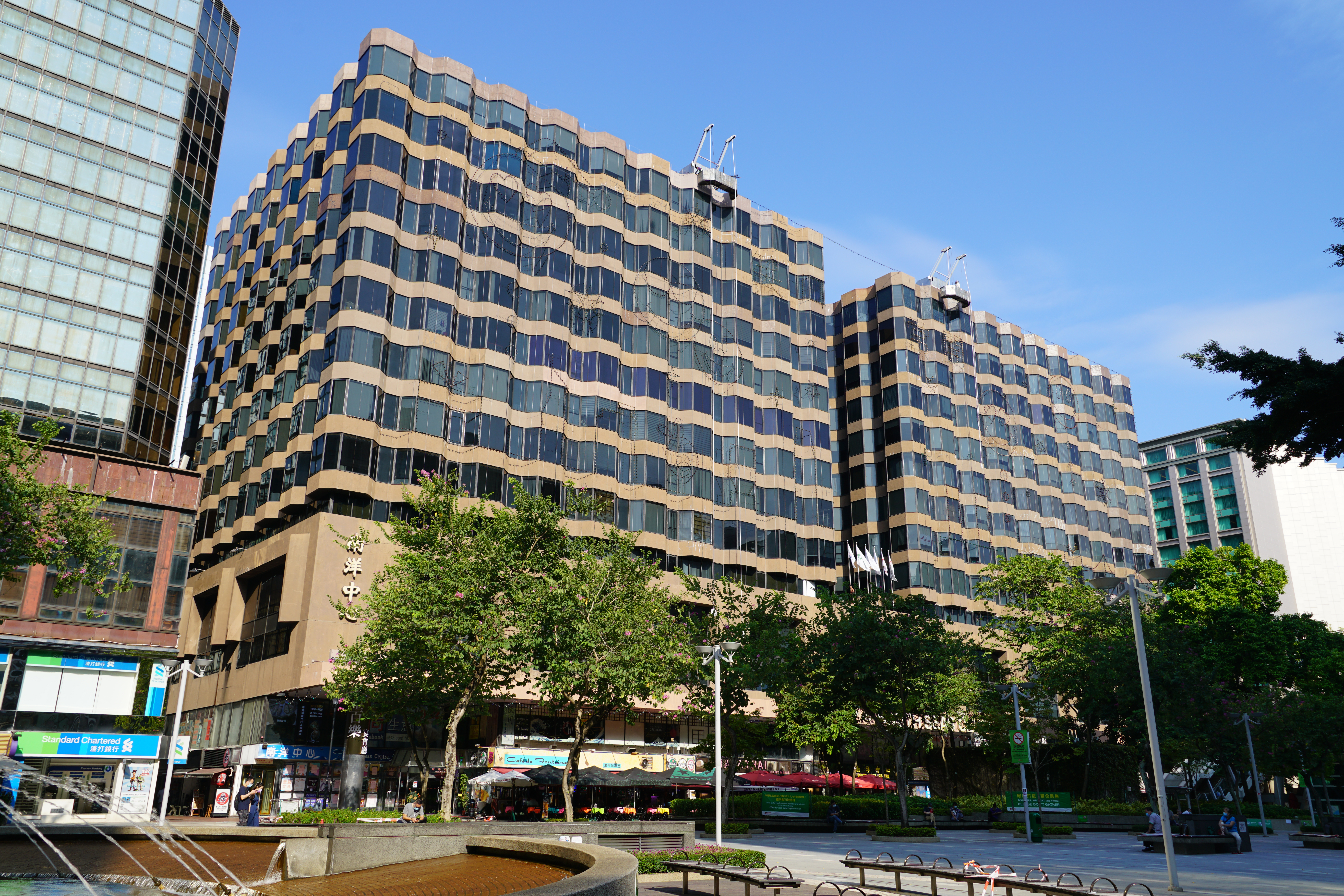
南洋中心
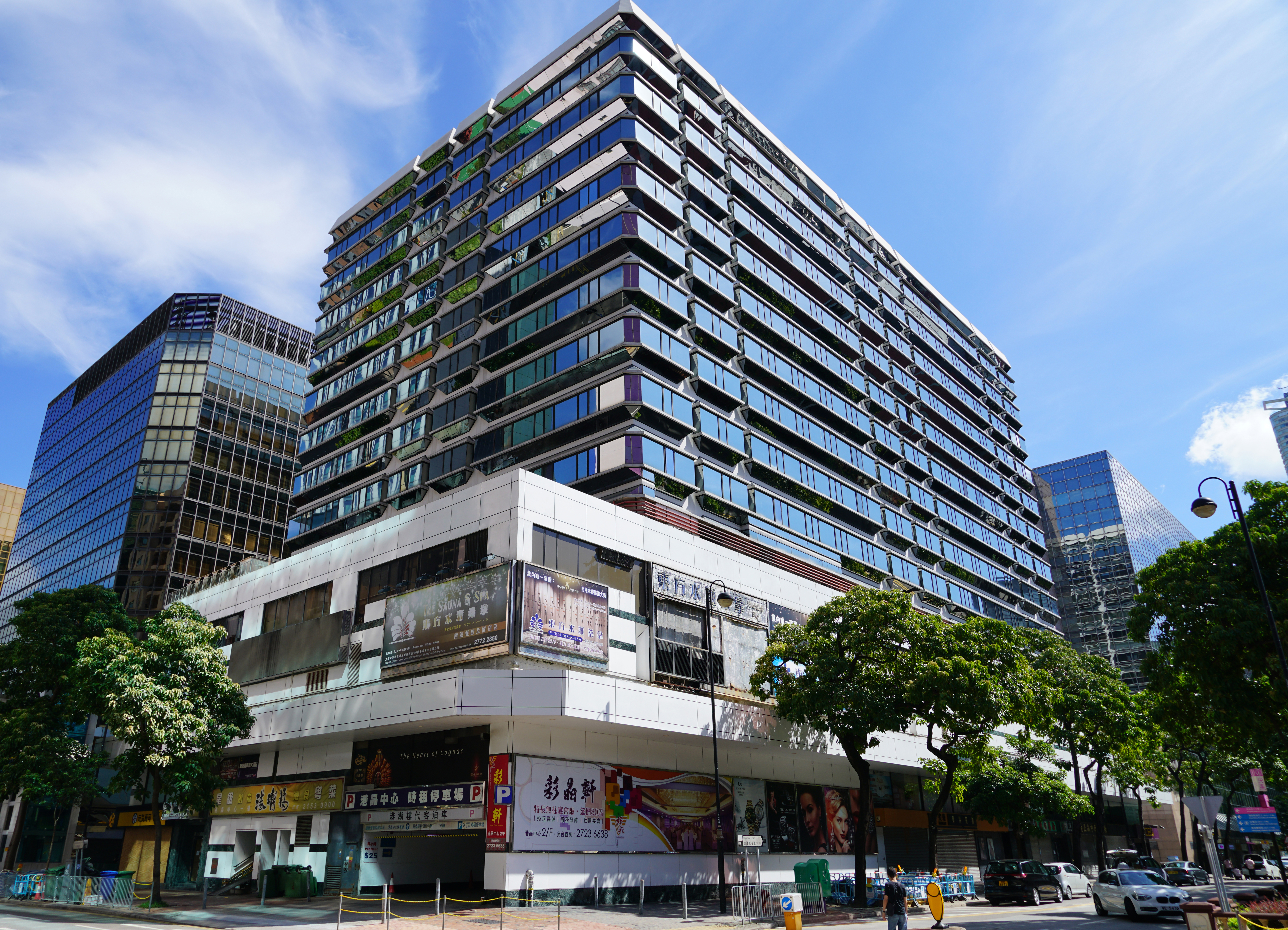
港晶中心
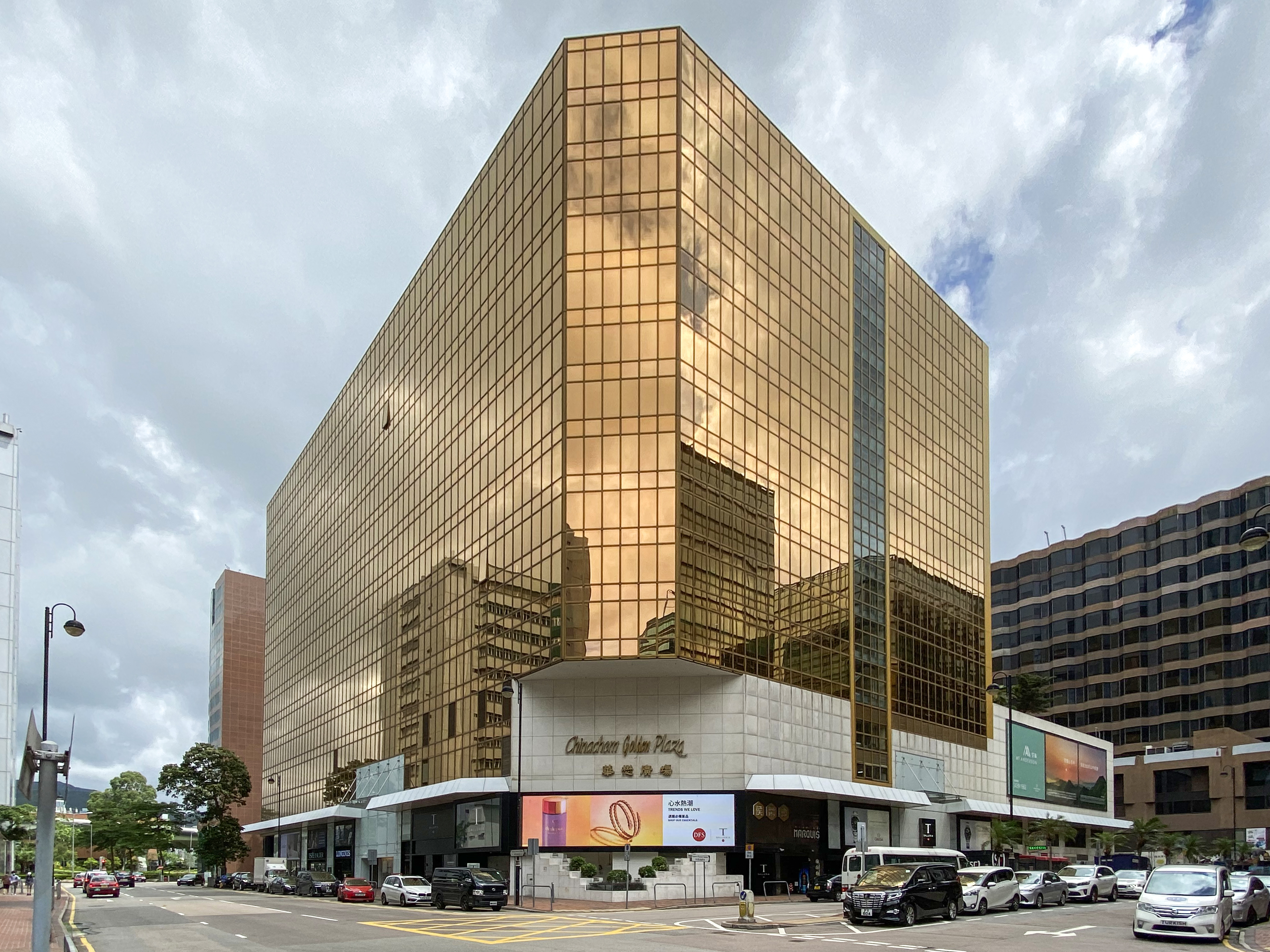
華懋廣場
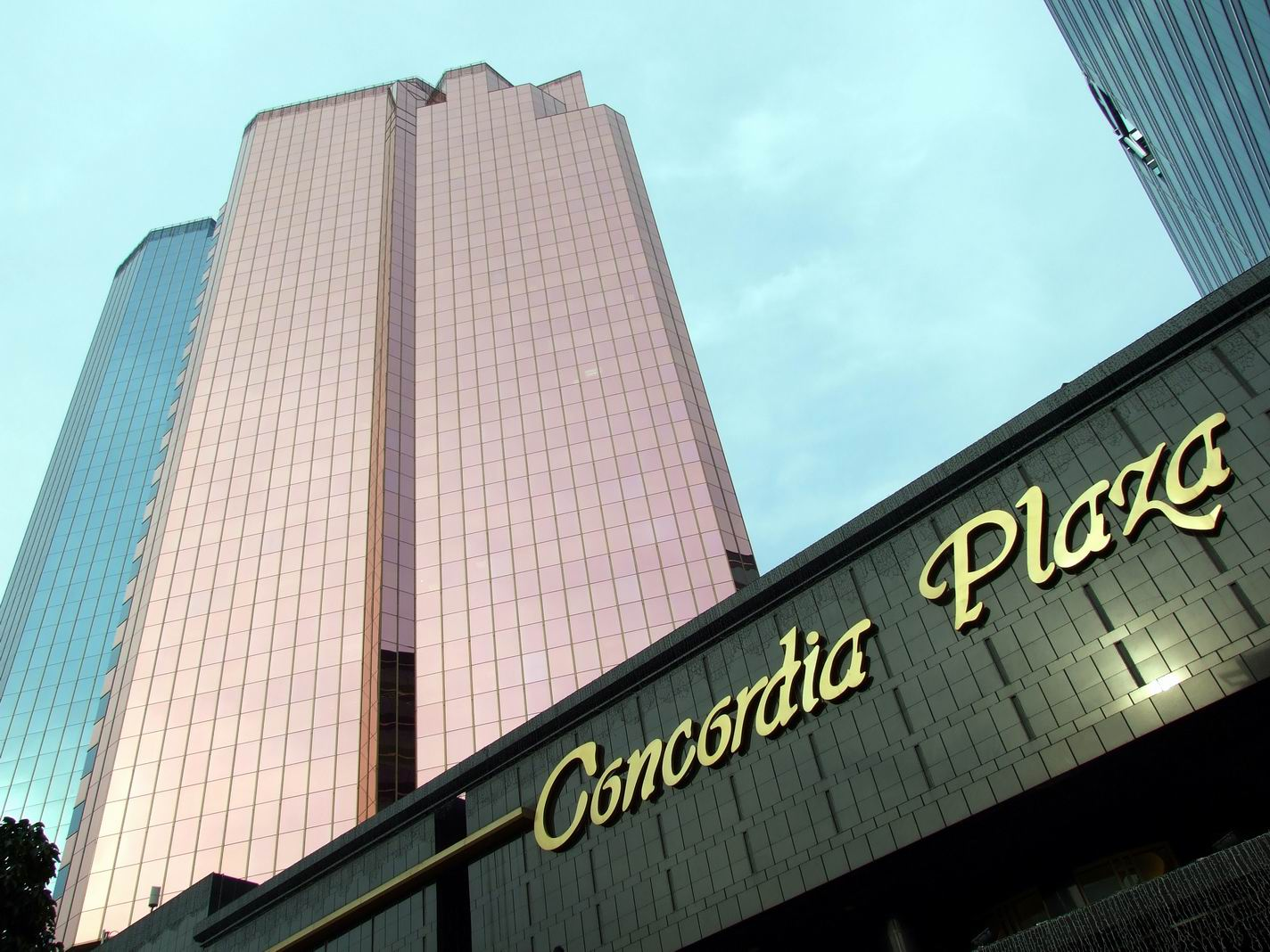
康宏廣場
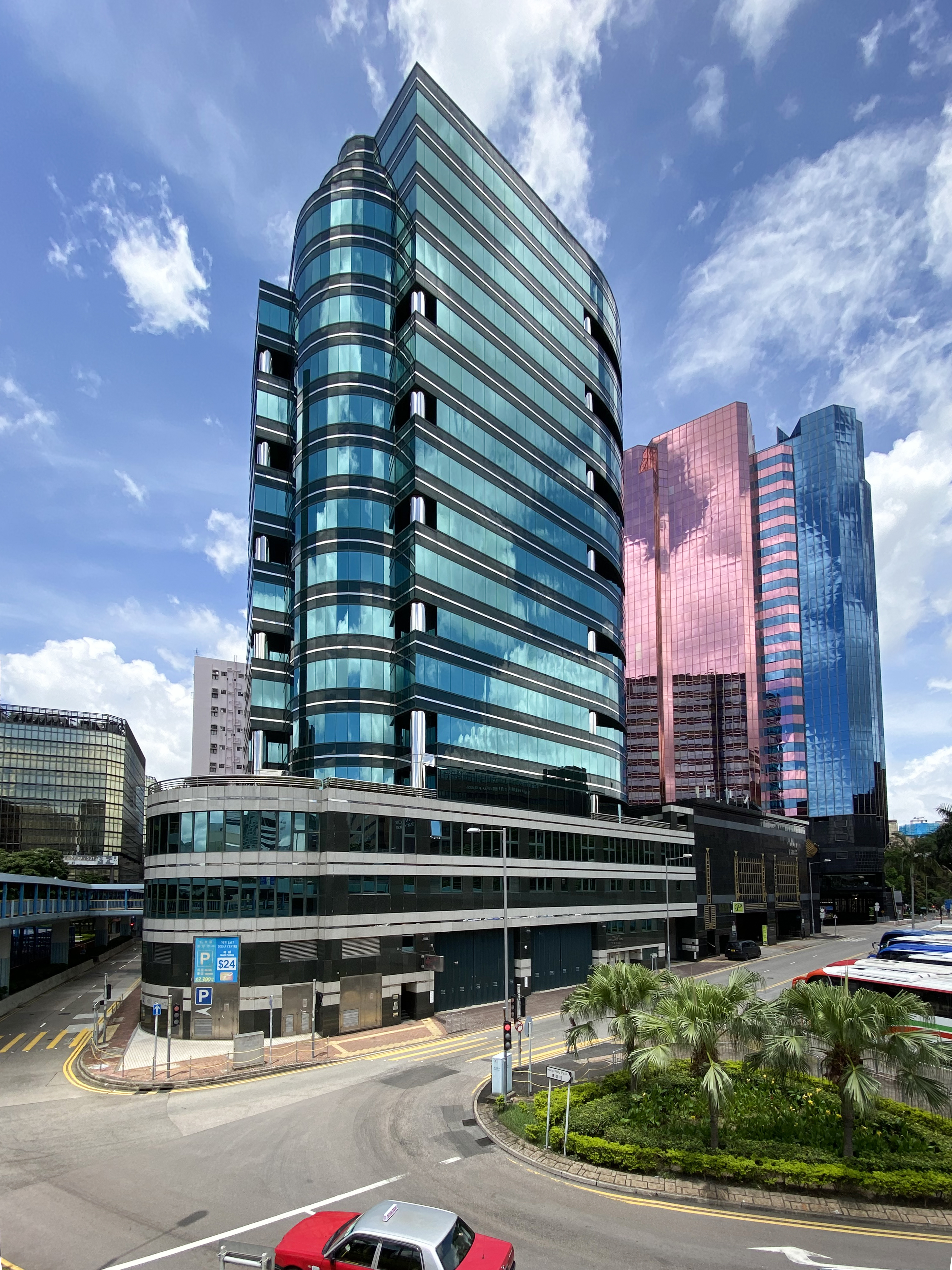
新東海中心
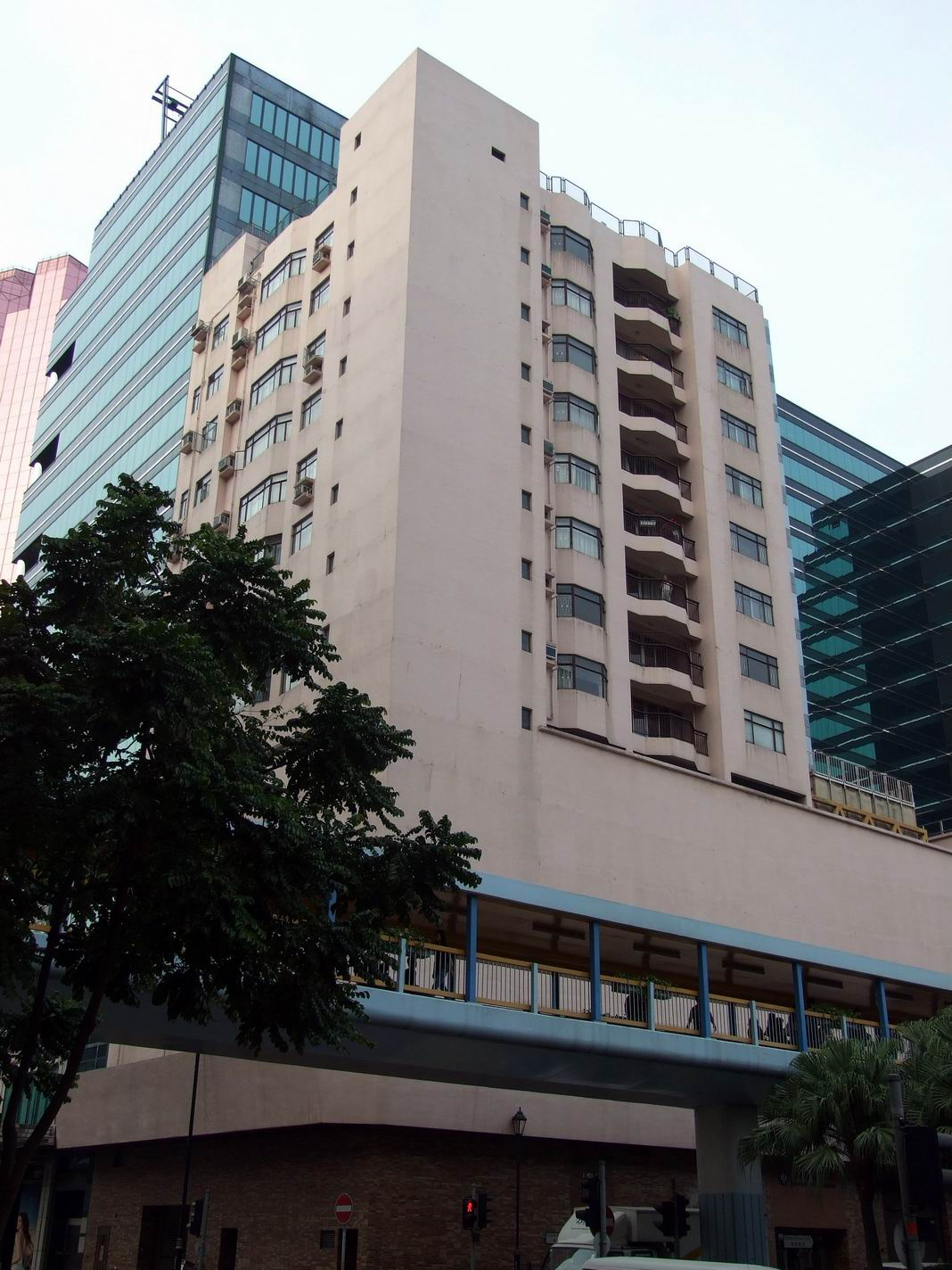
碧林閣

## 部分酒店
- 九龍香格里拉酒店
- 帝苑酒店
- 富豪九龍酒店
- 海景嘉福酒店

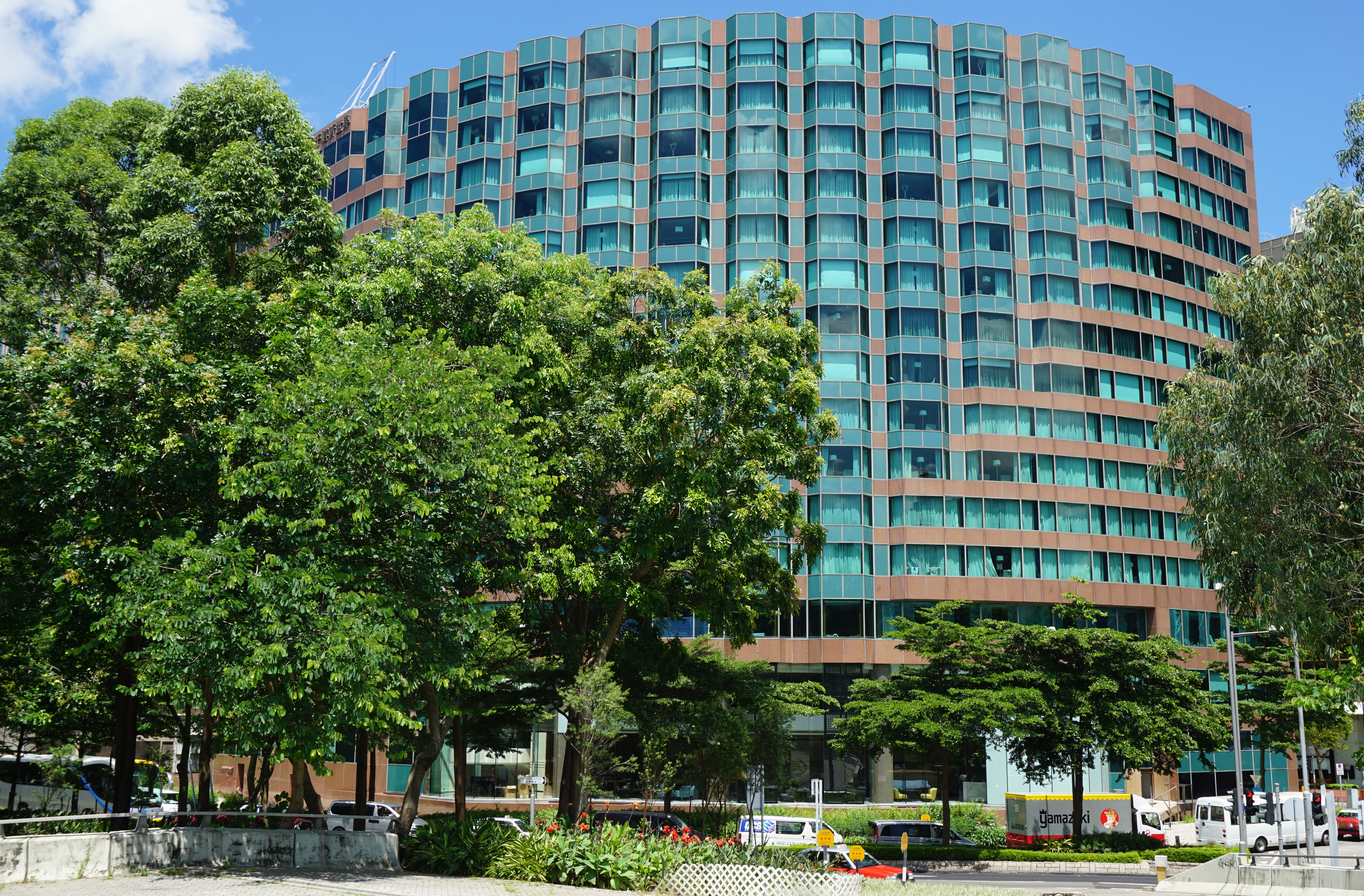
千禧新世界香港酒店
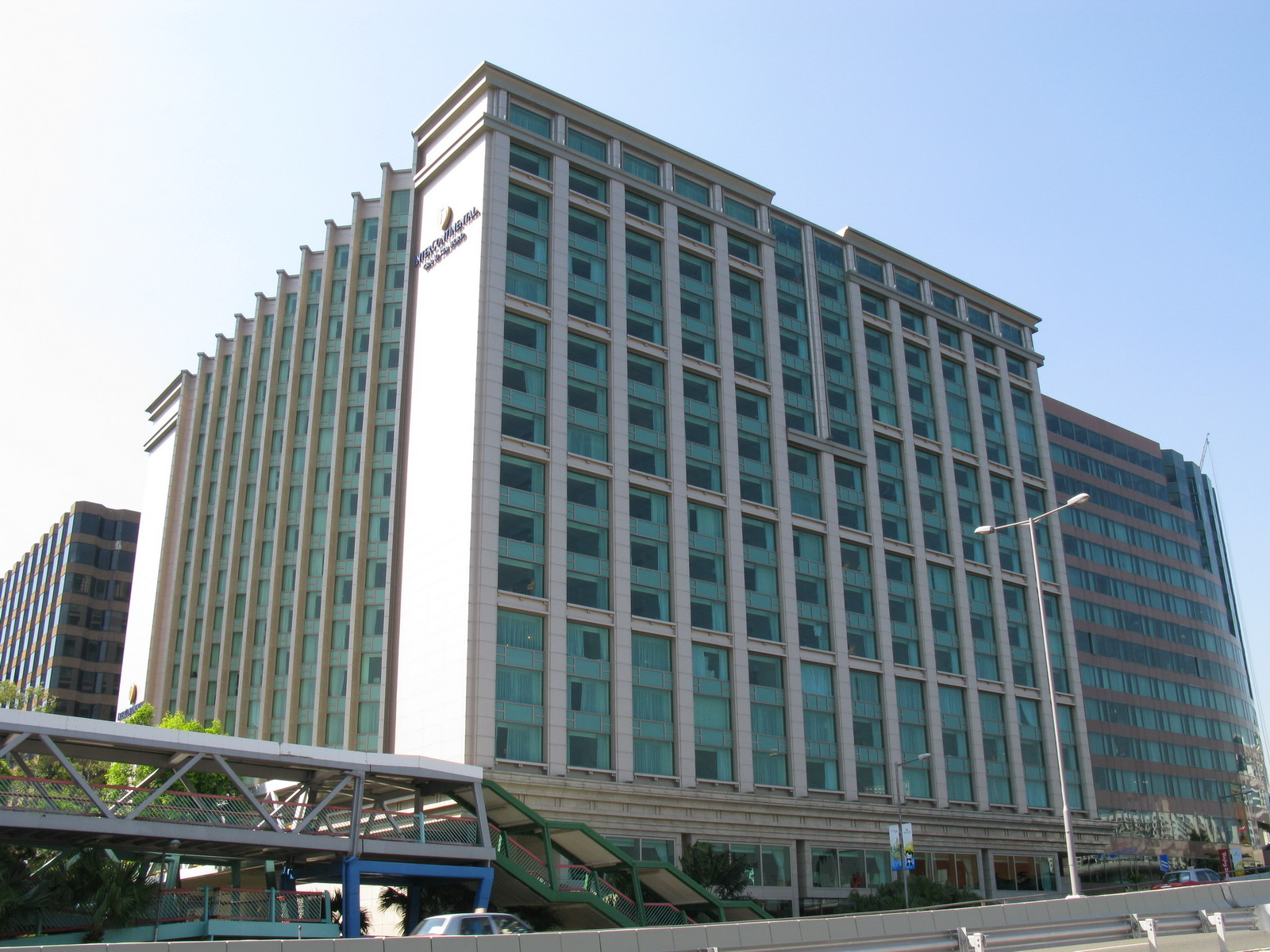
海景嘉福酒店
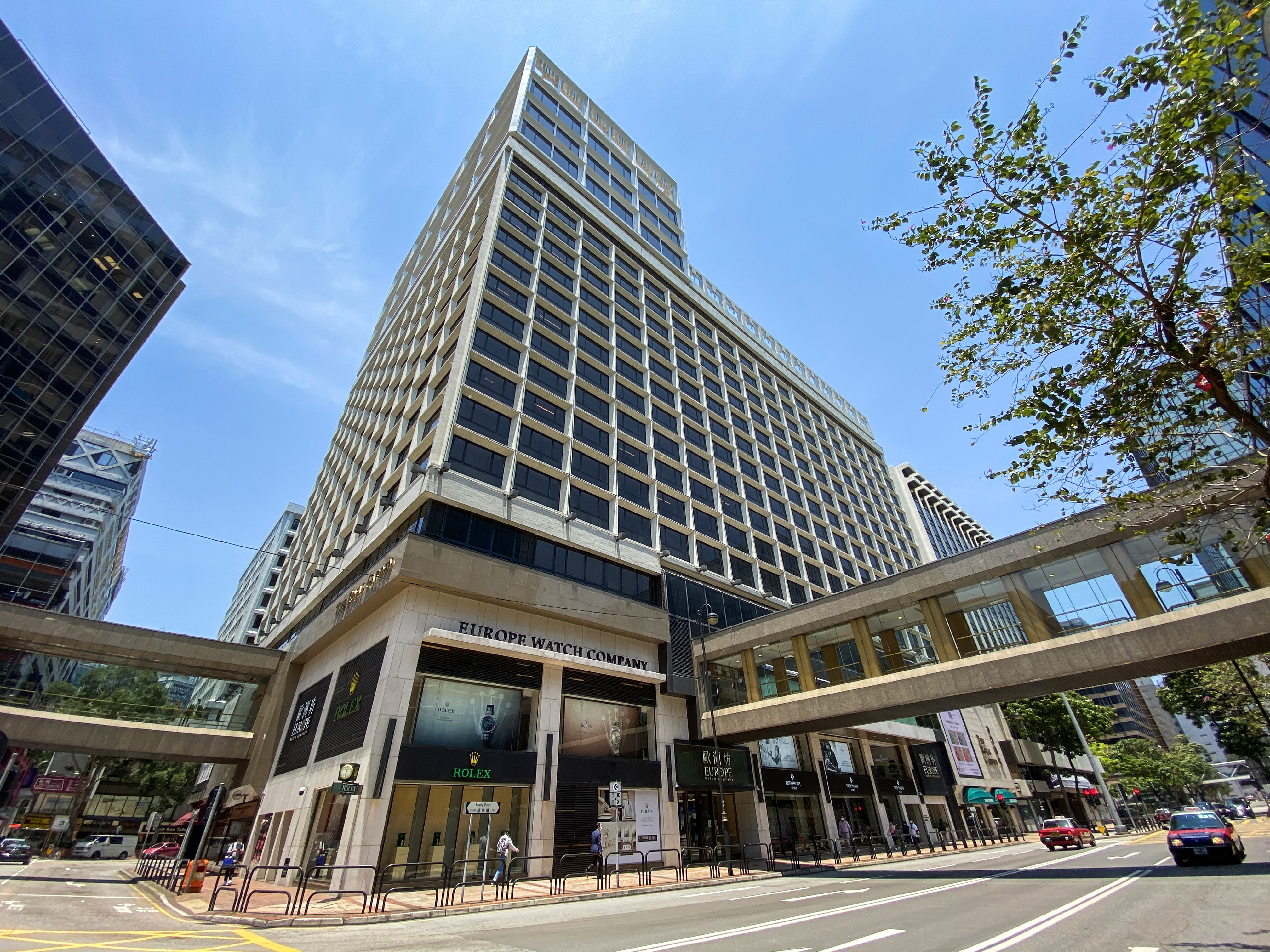
帝苑酒店
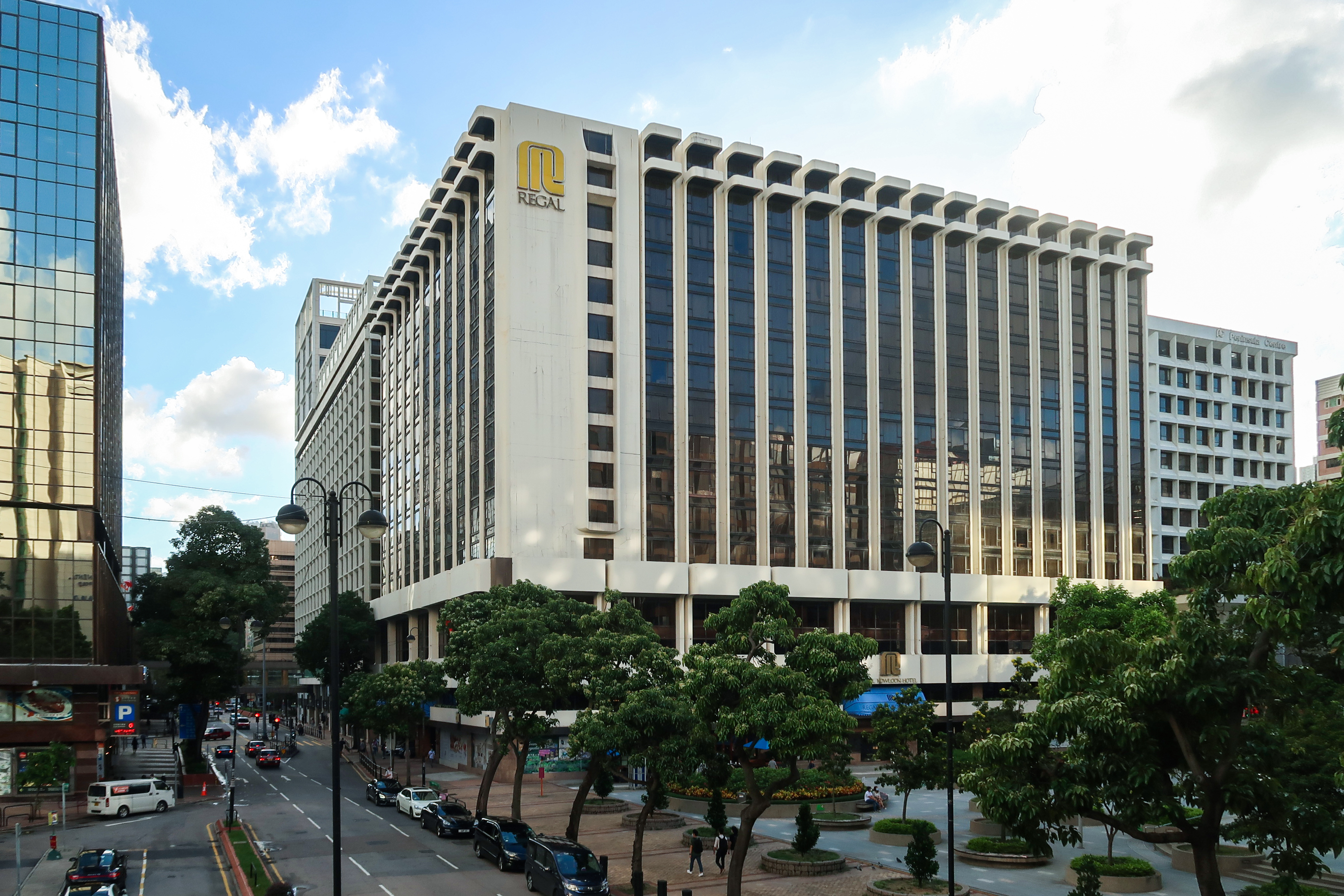
富豪九龍酒店
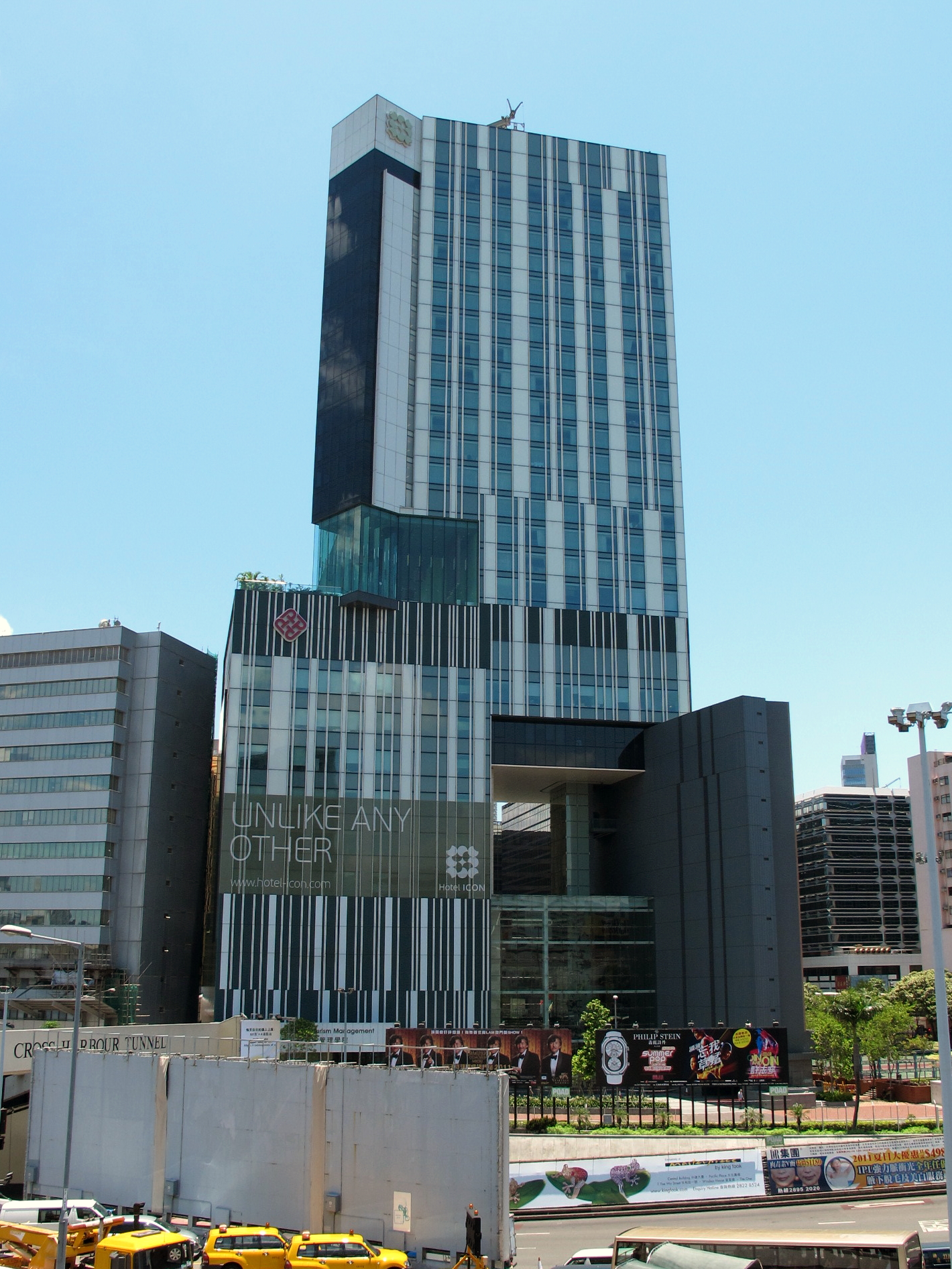
唯港薈

- 千禧新世界香港酒店
- 海景嘉福酒店
- 帝苑酒店
- 富豪九龍酒店
- 唯港薈

## 公共設施
- 香港消防處總部及尖東消防局
- 尖東救護站
- 尖沙咀海濱花園
- 尖沙咀東海濱平台花園
- 市政局百週年紀念花園
- 麼地道公園
- 康達徑花園
- 香港歷史博物館
- 香港科學館
- 尖沙咀公共圖書館，位於尖沙咀東部科學館道1號康宏廣場1樓

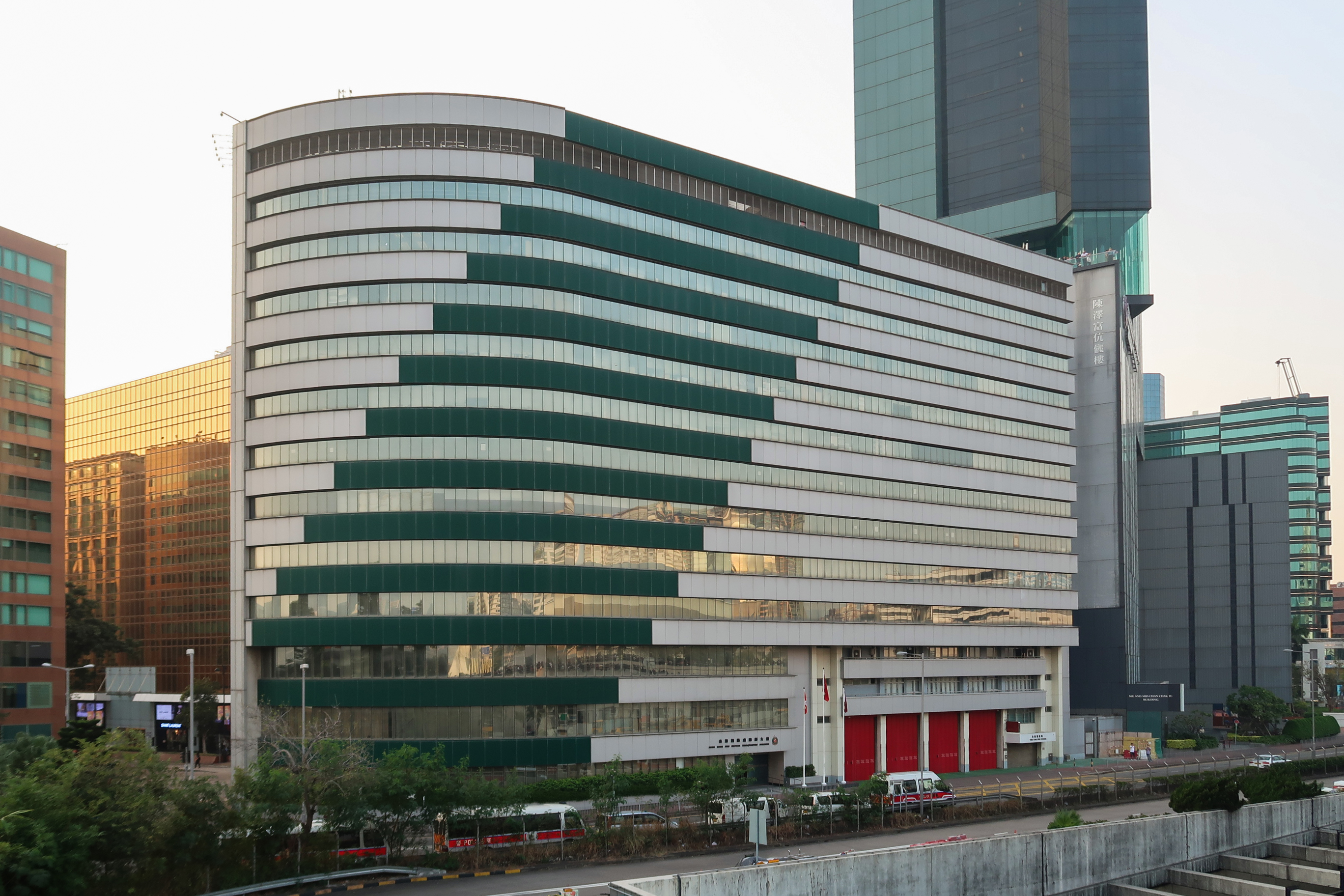
香港消防處總部
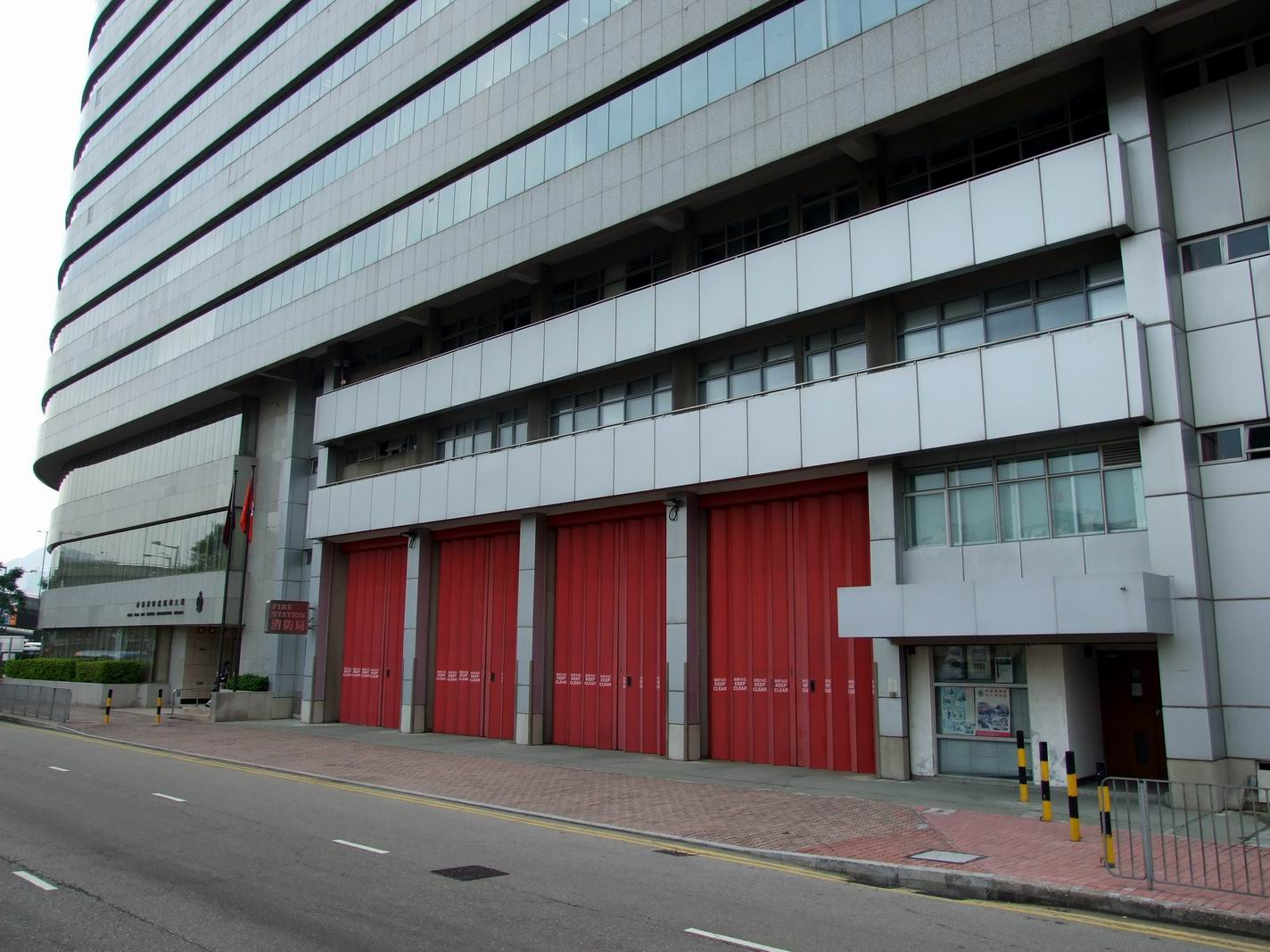
尖東消防局
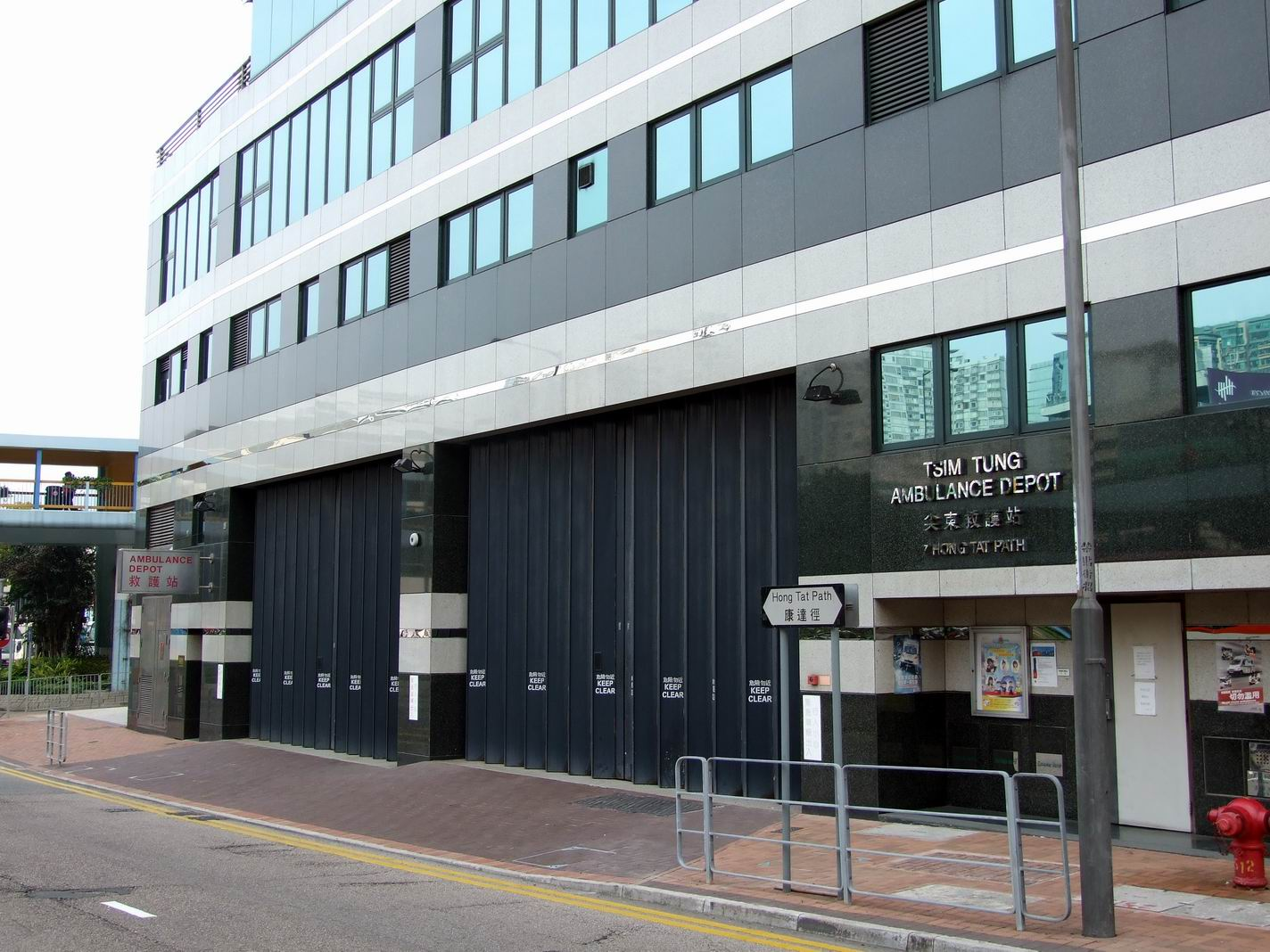
尖東救護站
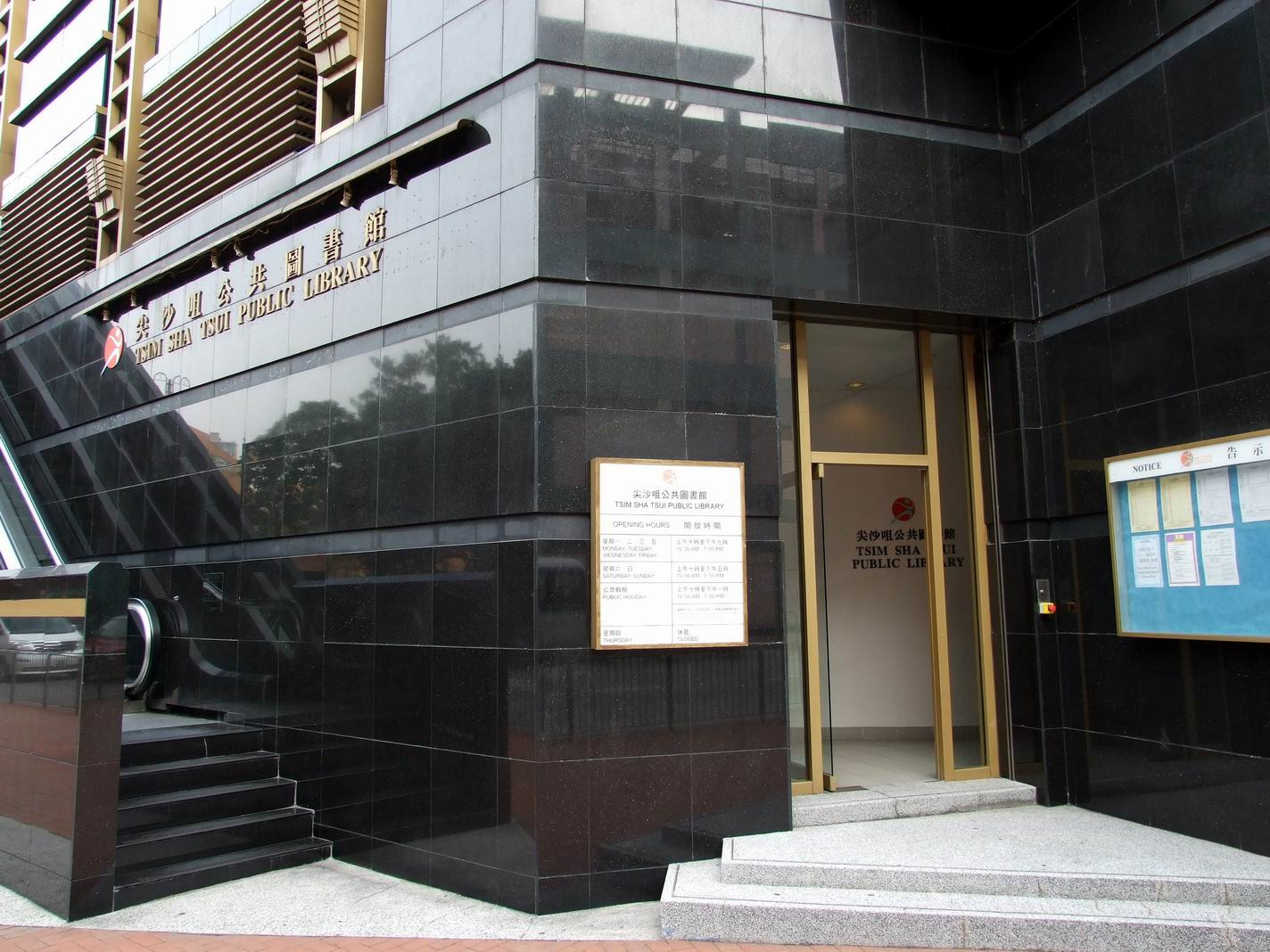
尖沙咀公共圖書館
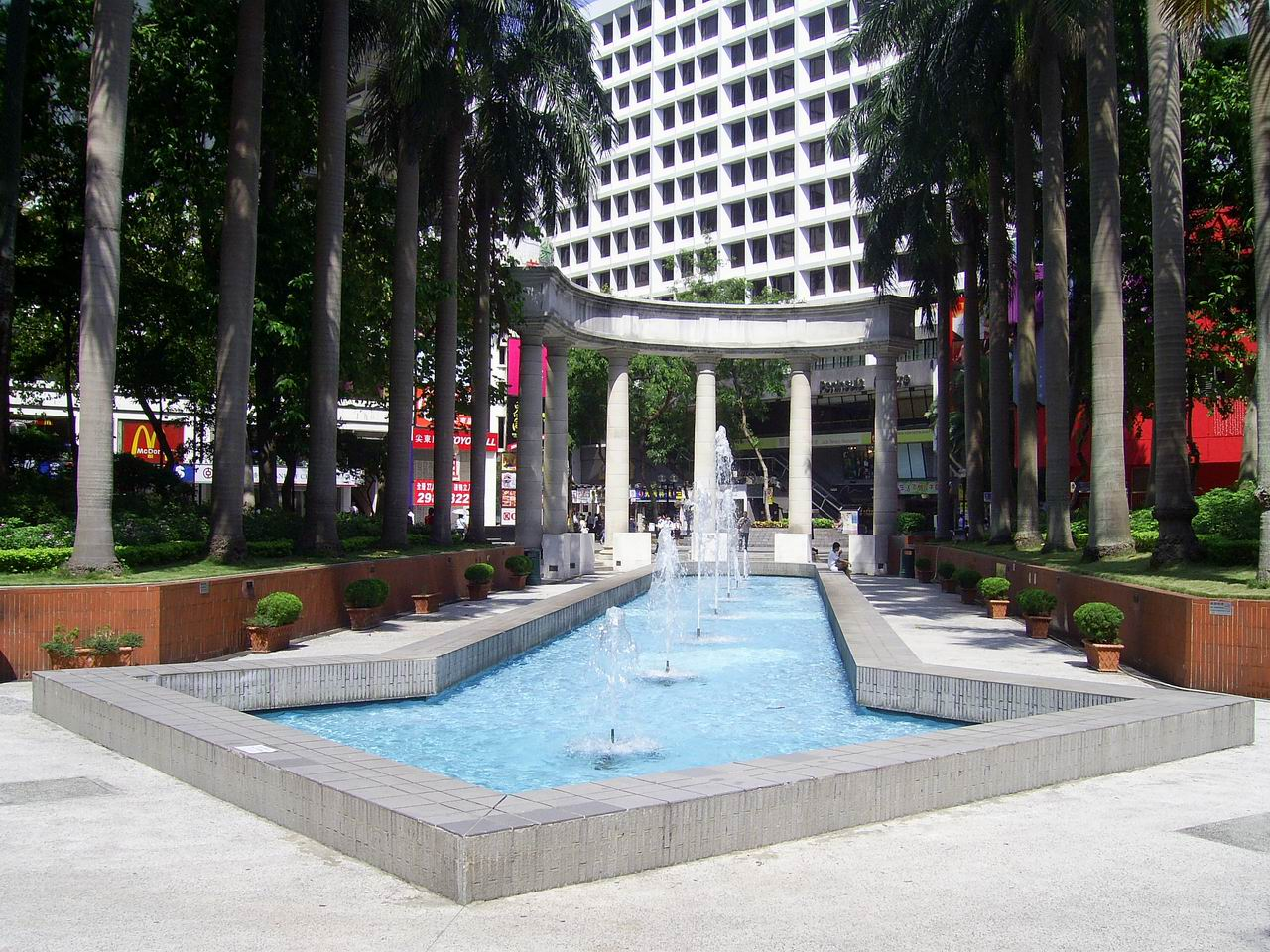
市政局百週年紀念花園
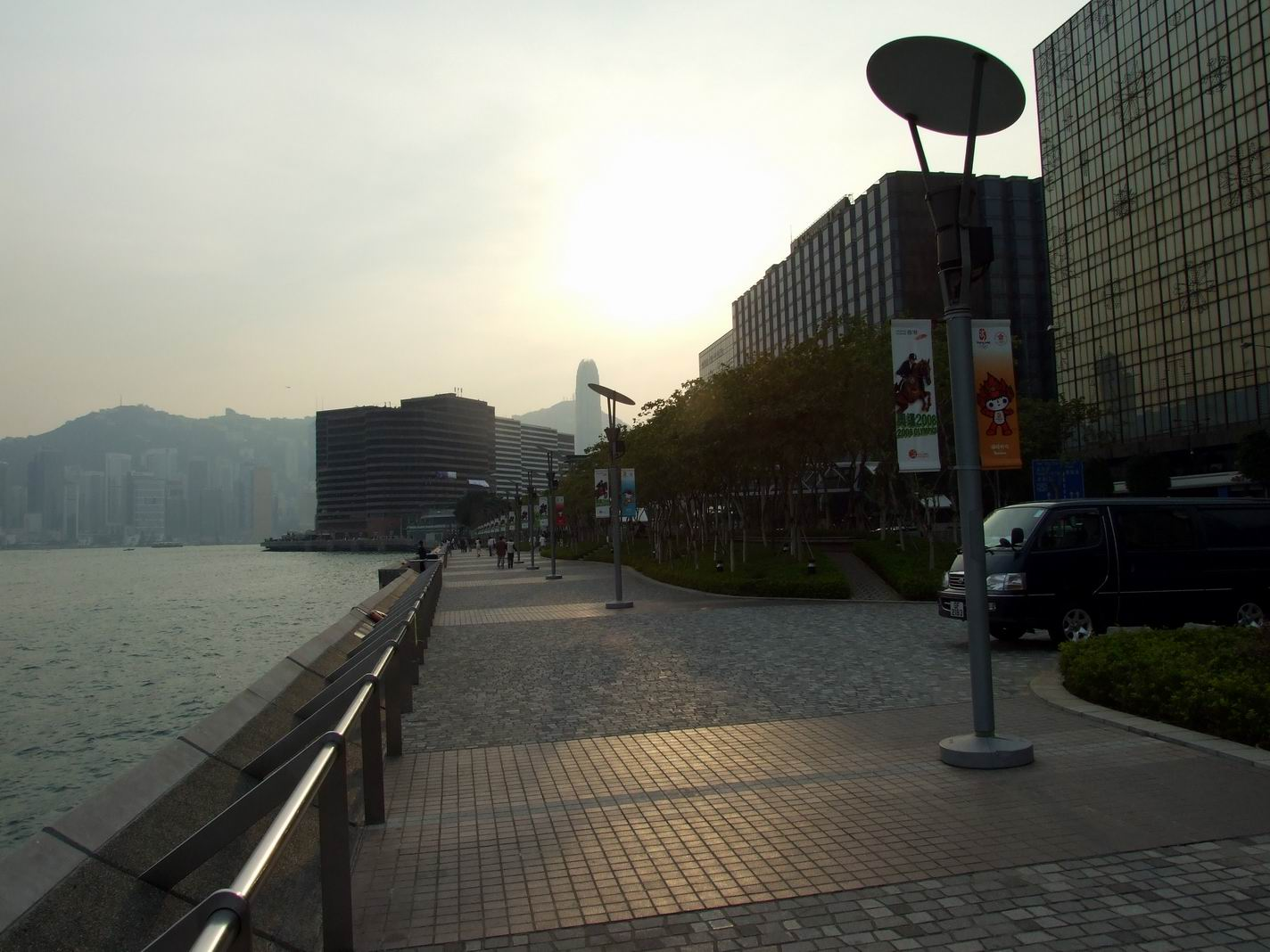
尖沙咀海濱花園
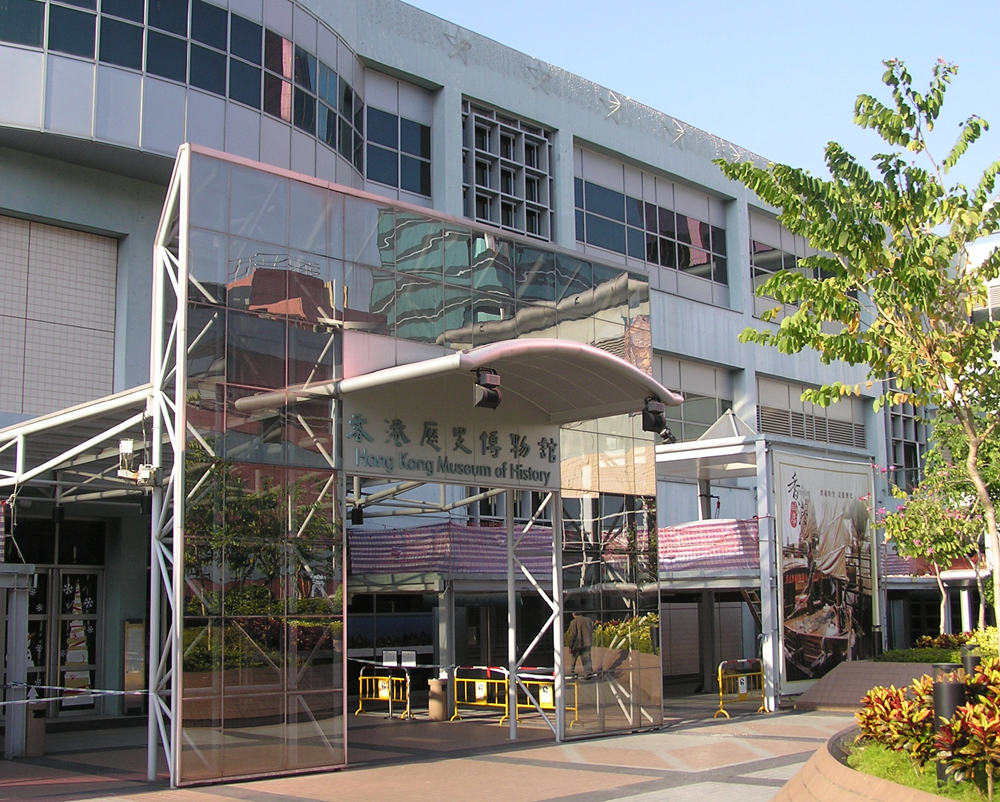
香港歷史博物館
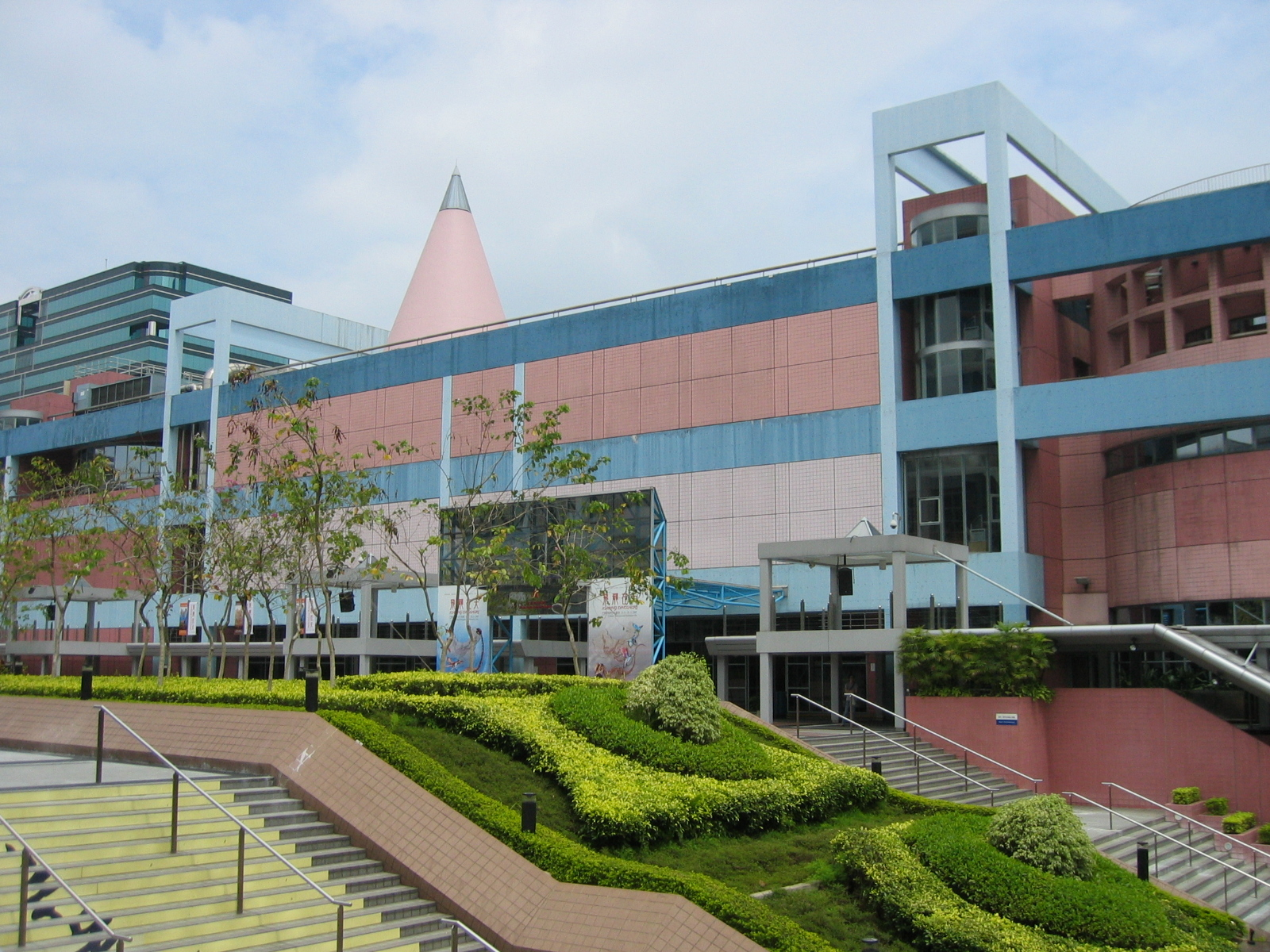
香港科學館

## 交通

### 道路
- 麼地道（尖東段原名正義道，1981年5月1日更名。）、麼地里（原名正氣道，1981年5月1日更名。）及麼地廣場 [19][20][21]
- 加連威老道（尖東段原名明光道，1981年5月1日更名。）及加連威老廣場
- 科學館道（原名興祥道，1981年5月1日更名。）、科學館徑及科學館廣場
- 康達徑
- 漆咸道南
- 梳士巴利道
- 康莊道
- 紅磡海底隧道

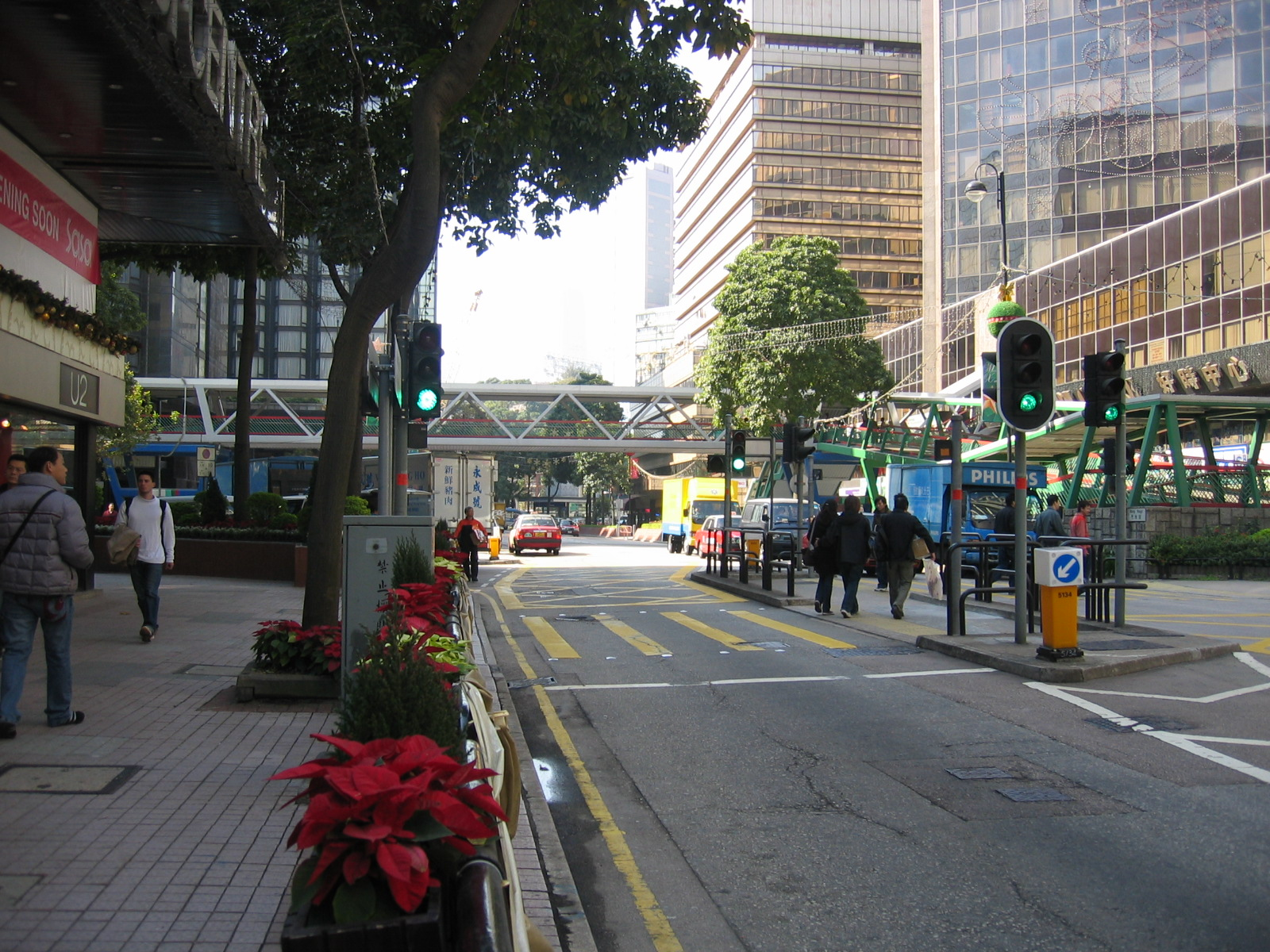
麼地道
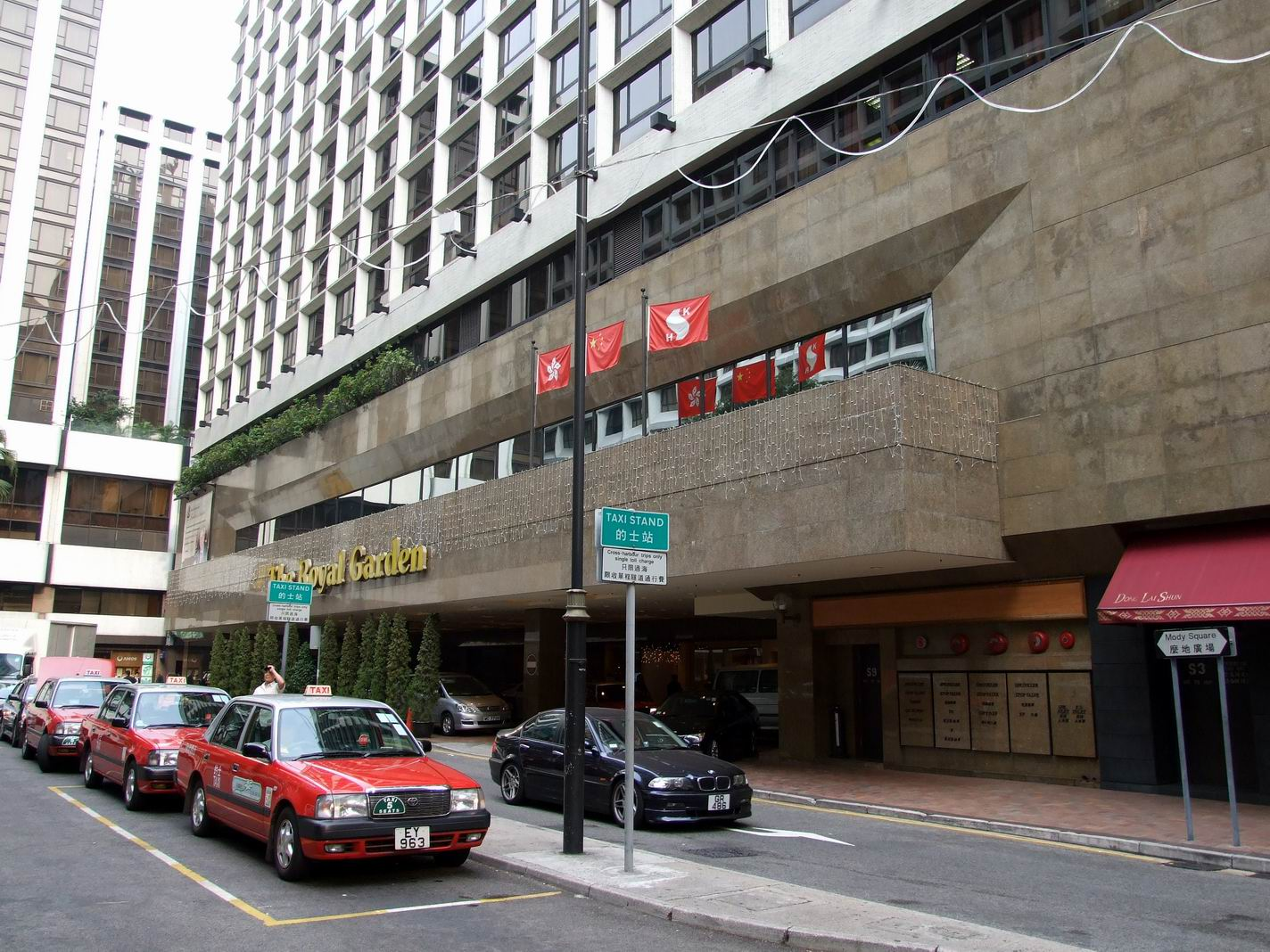
麼地廣場
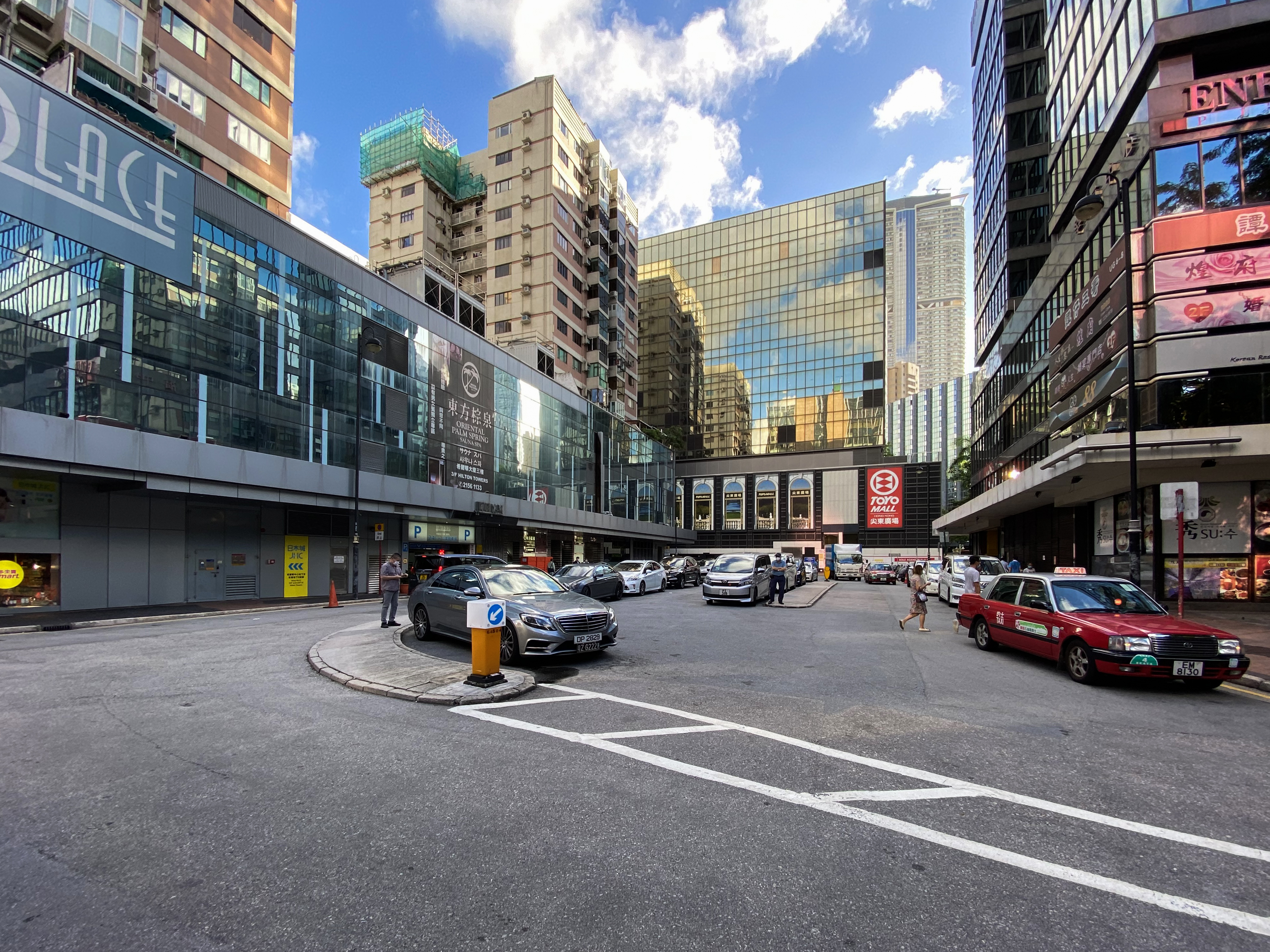
加連威老廣場
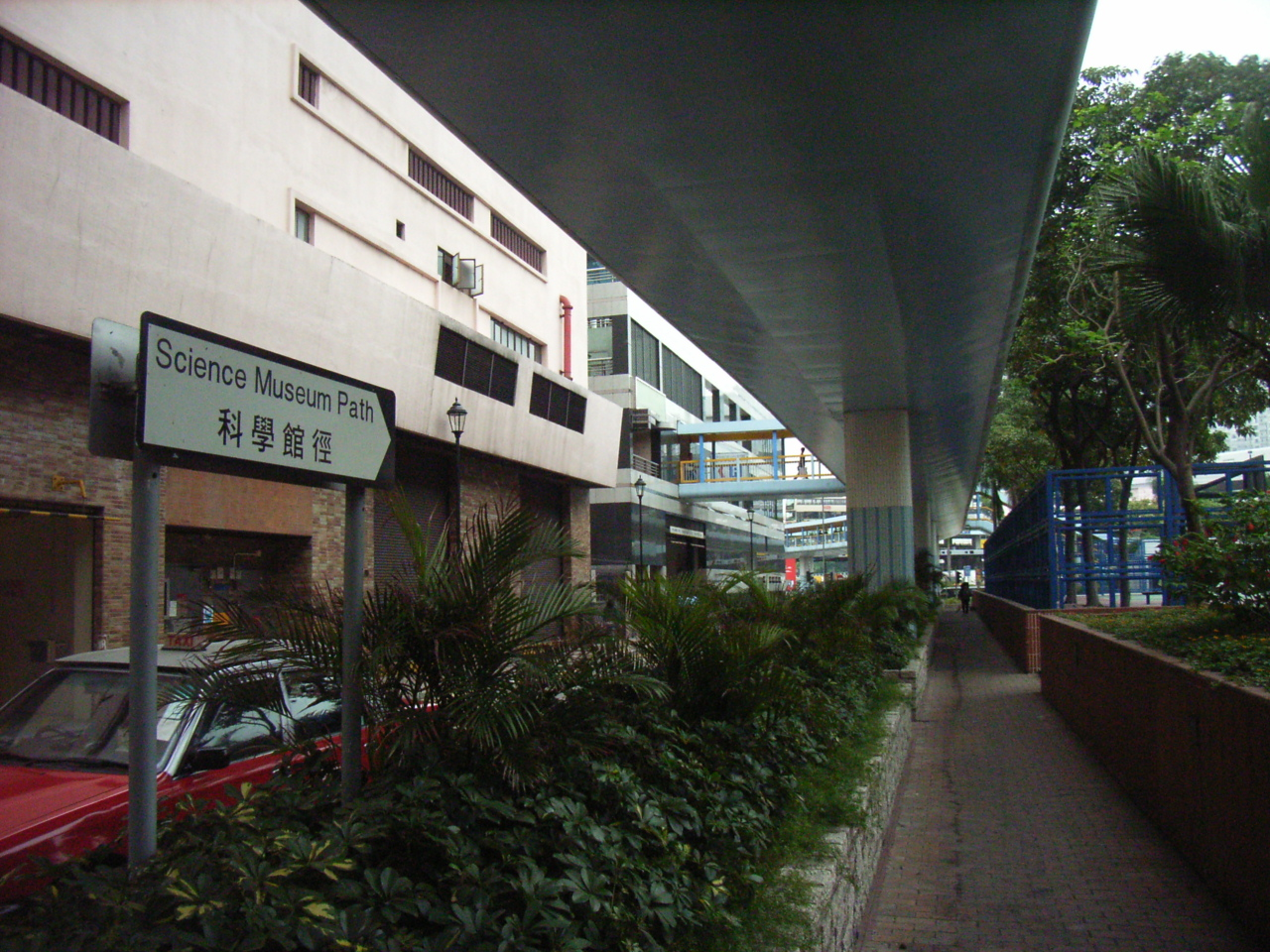
科學館徑
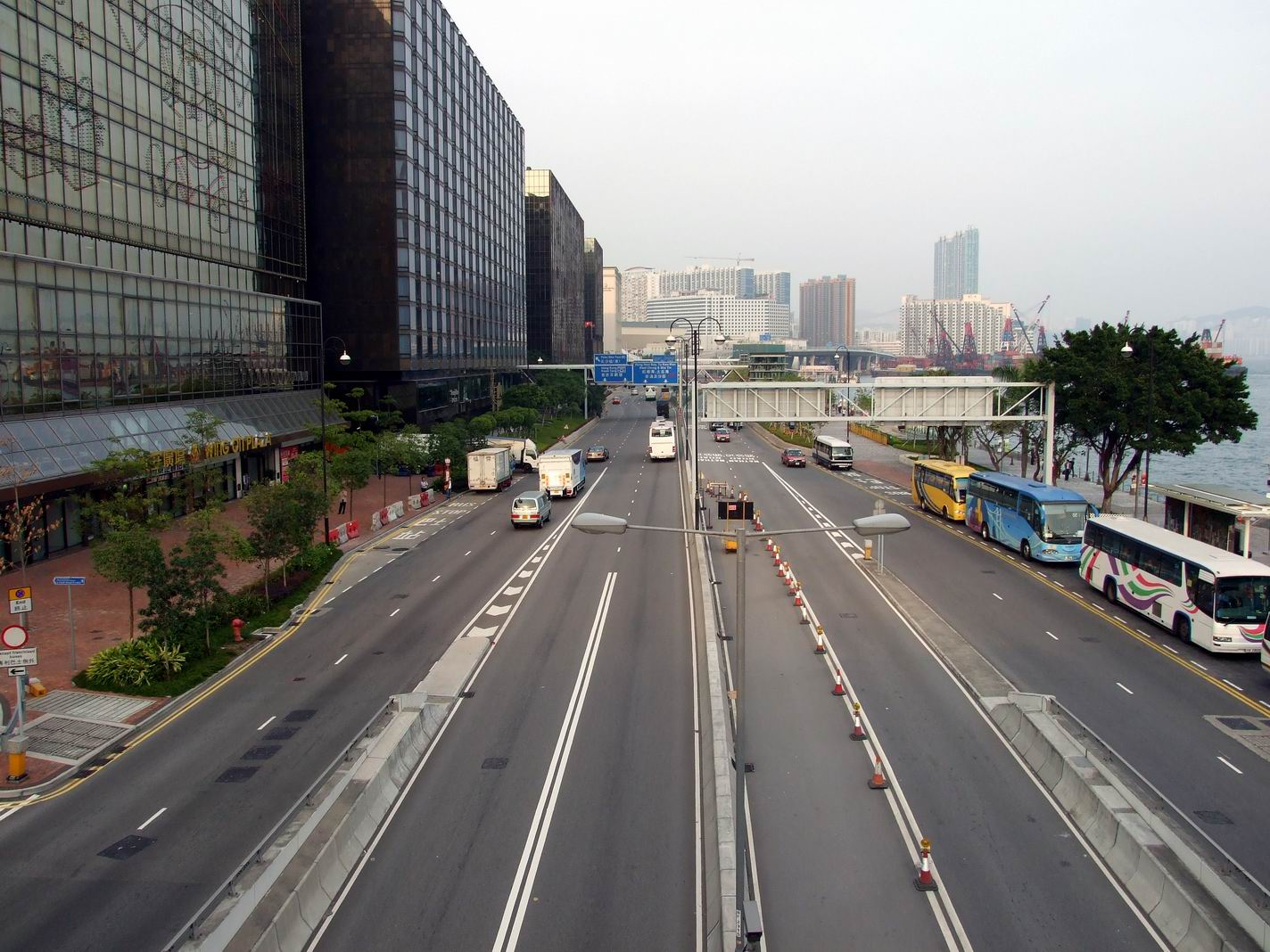
梳士巴利道尖東段

### 尖沙咀東（麼地道）公共運輸交匯處
2005年香港立法會財務委員會通過撥款2億7,570萬元予旅遊事務署興建「尖沙咀東部的交通接駁系統」工程計劃 ，在永安廣場公園原址興建一個附設平台公園和行人天橋的公共運輸交匯處，內設9個鋸齒形巴士停車處和7個巴士輪候處，適合長12米的雙層巴士使用，上蓋興建平台公園及兩條分別橫跨梳士巴利道和漆咸道南的行人天橋，連接交匯處與尖沙咀海濱花園及尖東站上蓋的中間道兒童遊樂場，行人天橋連接海濱長廊的一端加建有蓋觀景台，本用以取代尖沙咀天星碼頭對出的交匯處，騰出地段興建露天廣場，尖東新交匯處於2007年8月落成啓用，交匯處及平台公園分別命名為尖東（麼地道）交通交匯處和尖沙咀東海濱平臺花園，其後因政府宣布擱置清拆尖沙咀碼頭巴士總站，總站僅能作分流巴士總站的作用。

### 尖沙咀東巴士總站

尖東站大堂全景圖
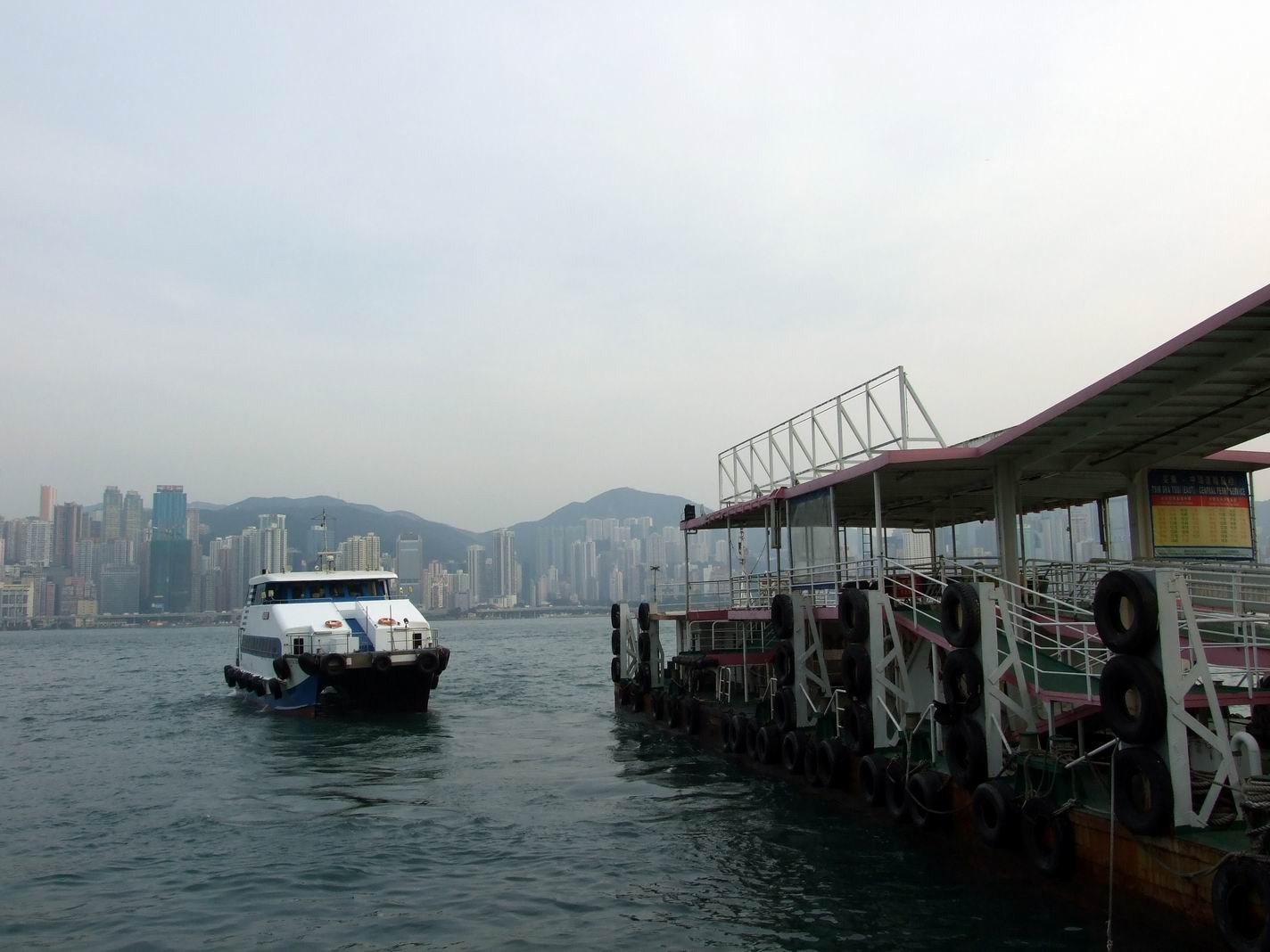
已拆卸的尖東碼頭
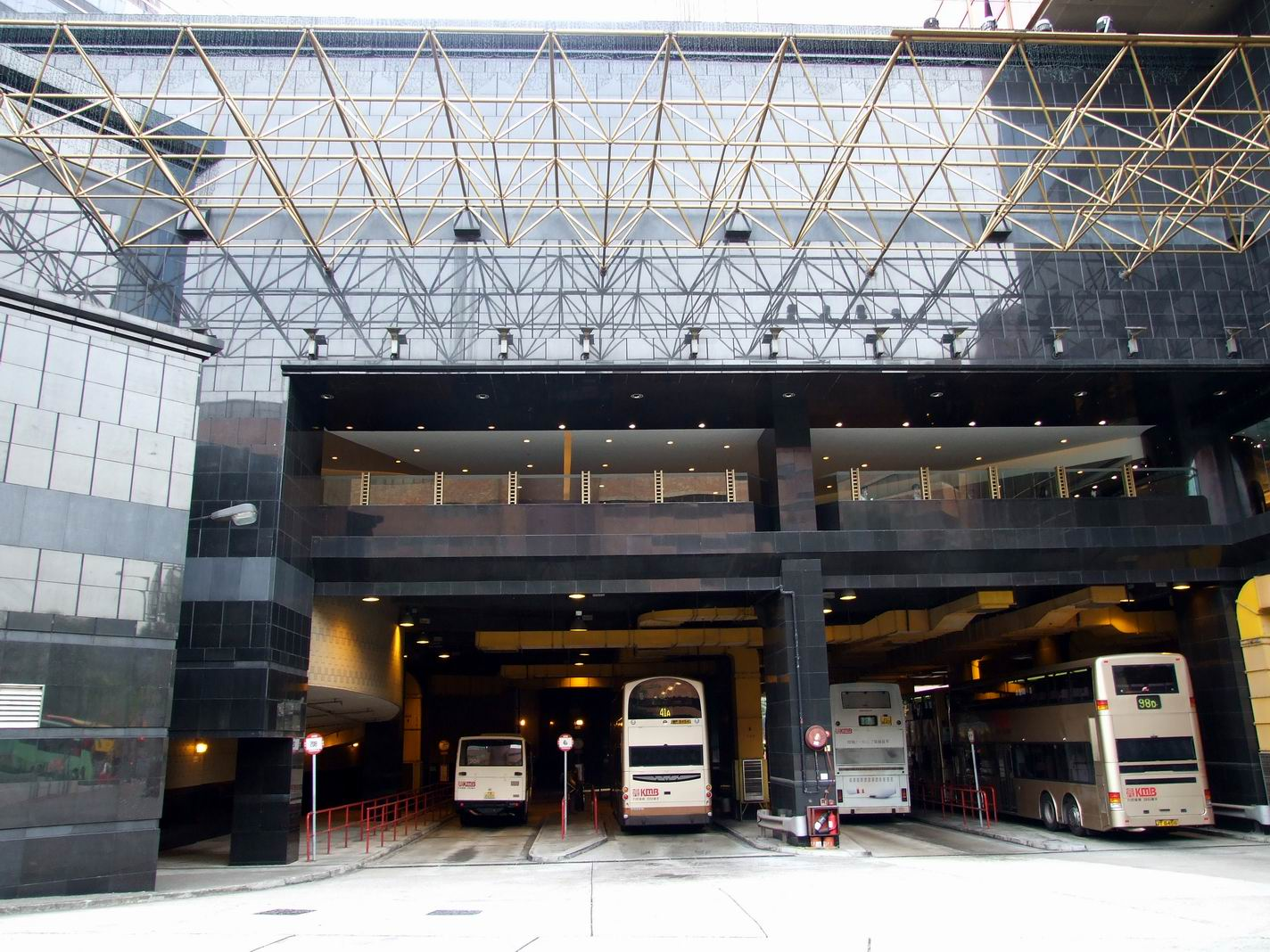
尖沙咀東巴士總站
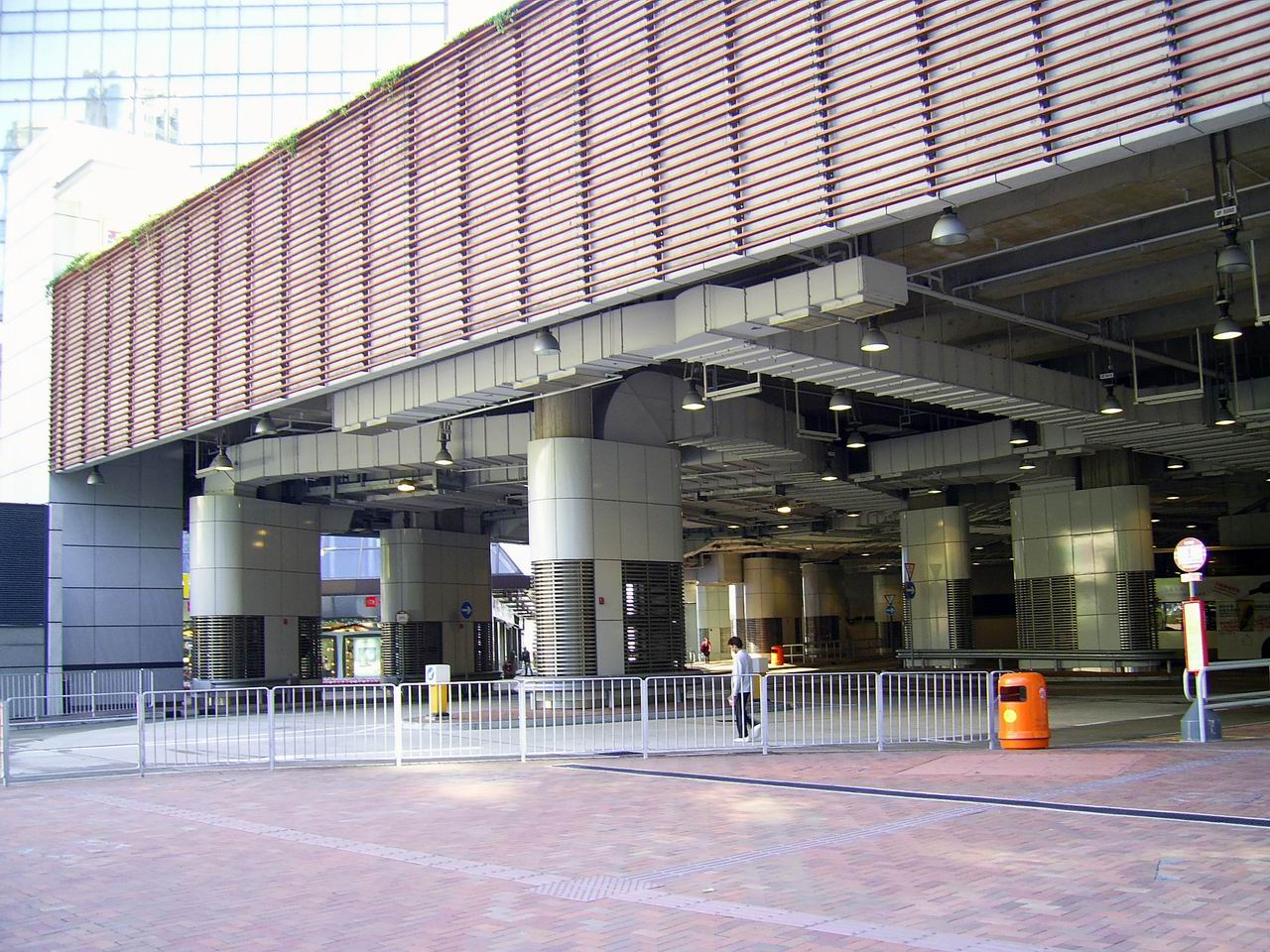
尖東麼地道交匯處

## 事件
- 1992年，富藝電影東主蔡子明，在尖東辦公室外被多名槍手近距離連開九槍殺死。
- 1999年，壽司師傅周國安在海景嘉福酒店外天橋底以石塊和玻璃瓶殺死下屬江耀輝，並棄屍於花槽內。周國安於2001年被裁定謀殺罪名成立，依例判處終身監禁。
- 2009年，黑社會新義安人物李泰龍在九龍香格里拉酒店正門外遭伏擊。殺手先疯狂飚車猛撞向李泰龍导致其双腿崩断再下車劈殺，短短30秒内泰龍身中夺命8刀，送医急救2小时后终告不治。[25]